# Volodymyr Zelenskyj

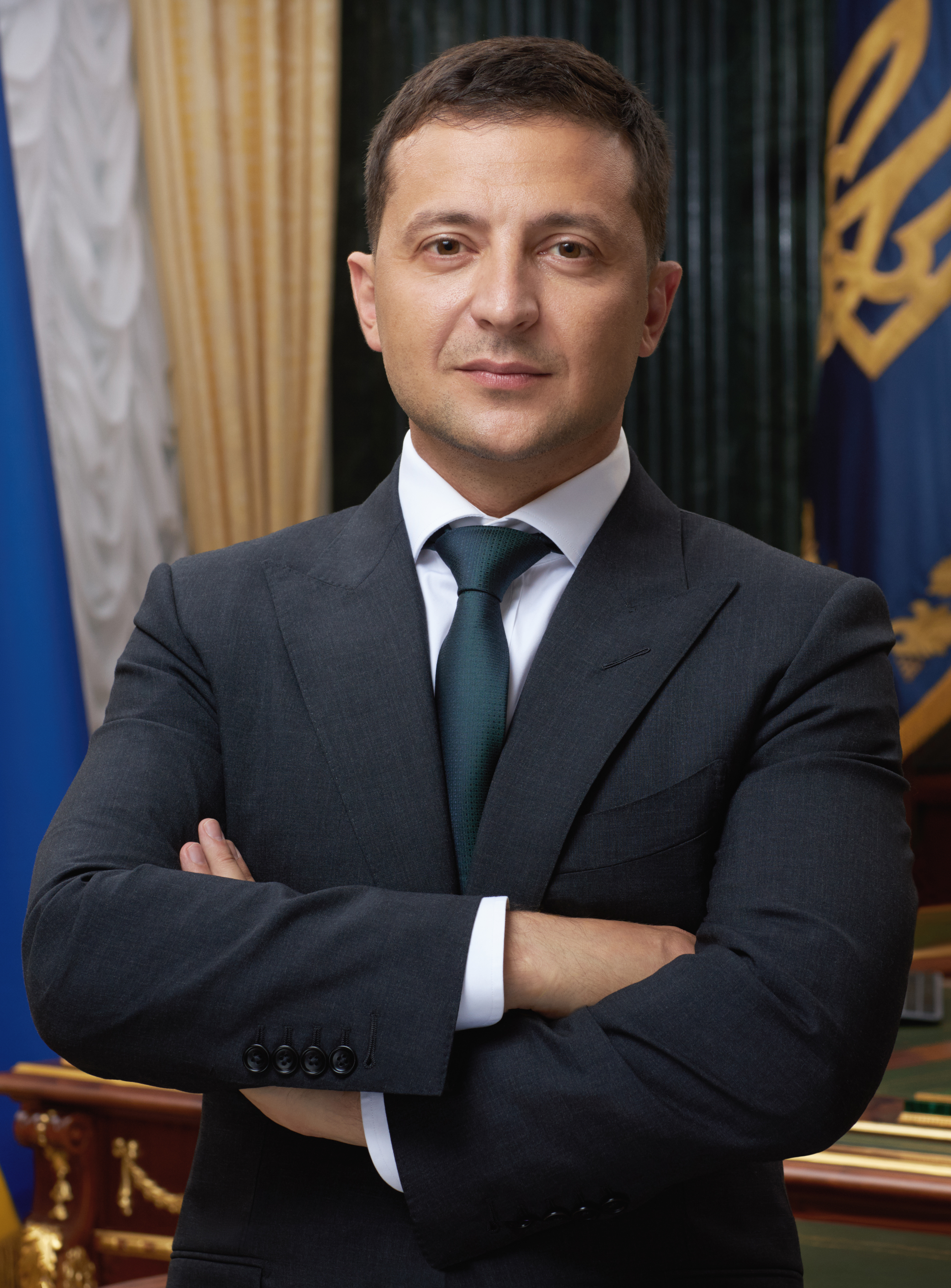
Officiell bild på Volodymyr Zelenskyj under hans första tid som president.

Volodymyr Oleksandrovitj Zelenskyj (ukrainska: Володи́мир Олекса́ндрович Зеле́нський), född 25 januari 1978 i Kryvyj Rih i Dnipropetrovsk oblast, Ukrainska SSR, Sovjetunionen (i nuvarande Ukraina), är en ukrainsk politiker, jurist, produktionsbolagsägare men även tidigare komiker och skådespelare, som är Ukrainas president sedan den 20 maj 2019.
Zelenskyj är född och uppväxt i en judisk och ryskspråkig familj med ursprung i Kryvyj Rih, en storstad i Dnipropetrovsk oblast i centrala Ukraina. Han studerade juridik vid Kievs nationella ekonomiska universitet varefter han etablerade sig inom nöjesbranschen som komiker och skådespelare. Han grundade år 2003 produktionsbolaget Kvartal 95, ett bolag som producerade både filmer, tecknade filmer och tv-serier. Han spelade huvudrollen som Ukrainas president i produktionsbolagets tv-serie Folkets tjänare från 2015 till 2019. Ett politiskt parti med samma namn som tv-serien Folkets tjänare grundades av hans medarbetare på produktionsbolaget i mars 2018.
Zelenskyj meddelade sin kandidatur som Ukrainas president inför presidentvalet i april 2019 den 31 december 2018, på nyårsafton och samtidigt som den sittande presidenten Petro Porosjenko höll sitt nyårstal, på tv-kanalen 1+1. Trots sin brist på politisk erfarenhet blev han snabbt den ledande kandidaten i opinionsmätningarna inför valet. Han vann valet med 73,23 procent av rösterna i andra omgången och besegrade därmed Porosjenko. Under valkampanjen positionerade han sig som en antietablissemangs– och antikorruptionspolitiker.
Som president har Zelenskyj förespråkat digitalisering av myndighetsservice och sammanhållning mellan de ukrainsk- och rysktalande delarna av landets befolkning. Hans kommunikationsstil har inneburit starkt engagemang i sociala medier, särskilt på Instagram. Hans parti vann en jordskredsseger i parlamentsvalet i juli 2019, några månader efter presidentvalet. Under sitt presidentskap har Zelenskyj personligen övervakat upphävandet av den juridiska immuniteten för ledamöter i parlamentet (Verchovna Rada), liksom landets hantering av COVID-19 pandemin och den efterföljande ekonomiska recessionen, och har uppnått vissa framsteg i kampen mot korruptionen i landet.
Under sin presidentvalskampanj lovade Zelenskyj att avsluta den pågående och utdragna konflikten med Ryssland och sökte dialog med Rysslands president Vladimir Putin. Hans presidentadministration mötte en militär upptrappning från Ryssland under hela 2021, vilket kulminerade i en pågående och fullskalig rysk invasion av Ukraina från och med februari 2022. Zelenskyjs strategi under den ryska militära upptrappningen var att lugna den ukrainska befolkningen och försäkra det internationella samfundet att Ukraina inte skulle hämnas Rysslands upptrappning. Han tog initialt avstånd från varningar om ett förestående krig samtidigt som han efterlyste säkerhetsgarantier och militärt stöd från NATO för att "stå emot" ett eventuellt krig. Efter starten av invasionen införde Zelenskyj krigslagar i hela Ukraina och genomförde en allmän mobilisering av de väpnade styrkorna. Hans ledarskap under krisen har vunnit honom omfattande internationell beundran, och han har beskrivits som en symbol för det ukrainska motståndet.

## Biografi

### Bakgrund
Volodymyr Zelenskyj föddes som enda barn till ashkenazisk-judiska föräldrar den 25 januari 1978 i Kryvyj Rih i dåvarande Ukrainska socialistiska sovjetrepubliken i Sovjetunionen. Hans far, Oleksandr Zelenskyj (1947–), är professor och dataingenjör tillika chef för avdelningen för cybernetik och datorhårdvara vid Kryvyj Rihs ekonomiska och tekniska universitet. Hans mor Rymma Zelenska arbetade tidigare som ingenjör. Hans farfar Semjon (Simon) Ivanovytj Zelenskyj tjänstgjorde som infanterist och nådde rang av överste i Röda armén (i 57:e motorgevärsdivisionen) under andra världskriget; Semjons far och tre bröder dog under Förintelsen. I mars 2022 berättade Zelenskyj att hans farfars föräldrar hade dödats i en massaker under andra världskriget efter att tyska trupper bränt ned deras hem till grunden.

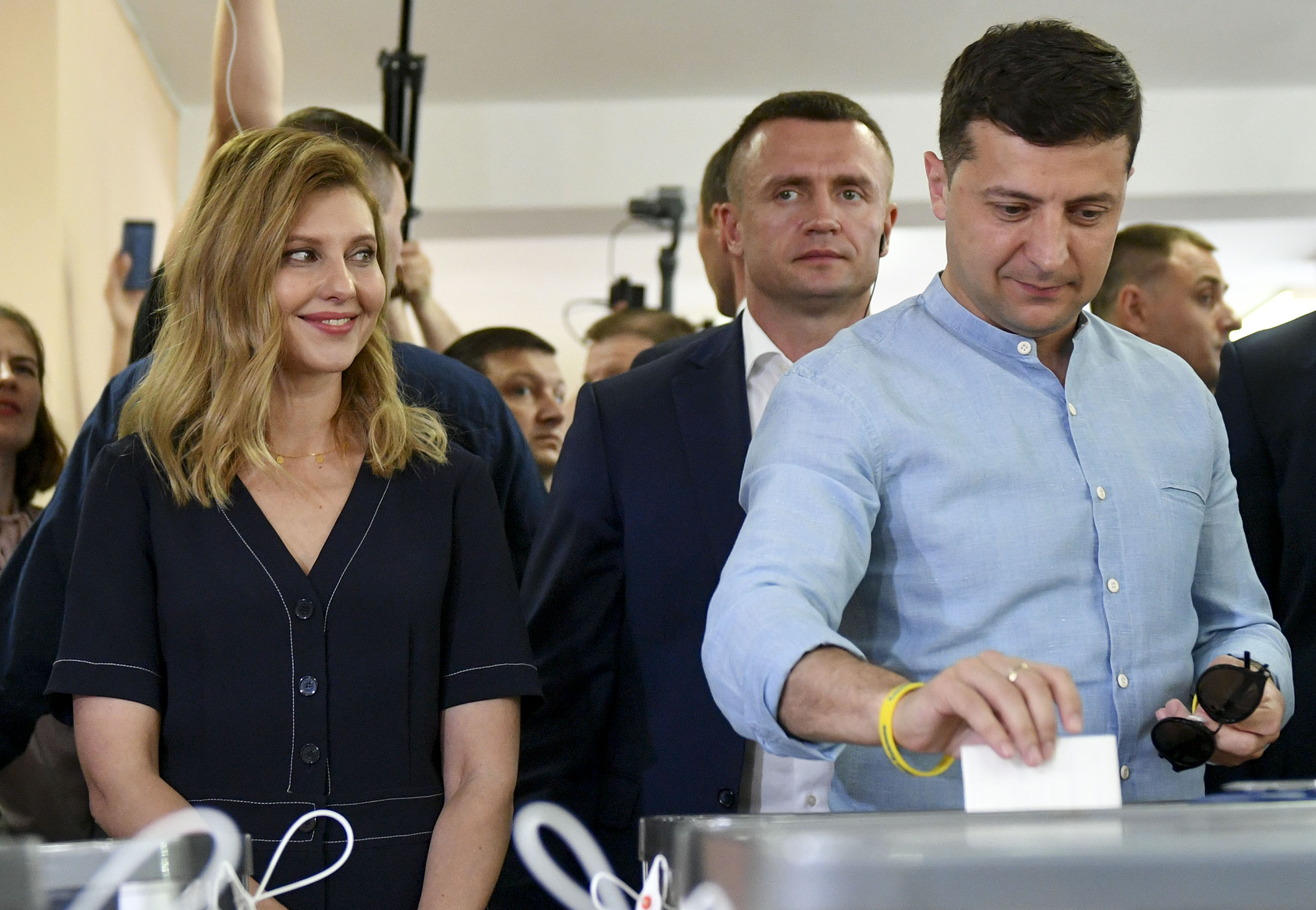
Volodymyr Zelenskyj tillsammans med sin fru Olena Zelenska i samband med parlamentsvalet 2019.

Innan Zelenskyj började grundskolan bodde han fyra år i den mongoliska staden Erdenet, där hans far arbetade. Zelenskyj växte upp i en ryskspråkig familj. Vid 16 års ålder fick han ett stipendium för att studera i Israel efter att ha klarat ett prov i engelska som främmande språk, men hans far tillät honom aldrig att åka. Zelenskyj tog examen i juridik vid Kievs nationella ekonomiska universitet år 2002 men har aldrig arbetat som jurist.

### Privatliv
Zelenskyj gifte sig i september 2003 med Olena Kijasjko, som han tidigare gått i skolan tillsammans med. Parets första dotter Oleksandra föddes i juli 2004. Parets son Kyrylo föddes i januari 2013. I Zelenskyjs film 8 nya dejter spelade deras dotter Oleksandra filmrollen Sasja (dottern till huvudrollen). År 2016 deltog hon i tv-programmet The Comedy Comet Company Comedy's Kids och vann 50 000 hryvnia.
Enligt en intervju med Olena Zelenska har Volodymyr Zelenskyy inte sett sina barn sedan krigets början i februari 2022 av säkerhetsskäl, förrän åtminstone i mitten av juli 2022.
I juli 2022 fotograferade den amerikanska fotografen Annie Leibovitz Ukrainas första dam och hennes man för en omslagsartikel i modetidningen Vogue. Denna fotosession under den ryska invasionen av Ukraina diskuterades i olika medier. Till exempel skrev n-tv att inspelningarna framför krigsbakgrund var "störande".
Zelenskyjs modersmål är ryska, men han talar även flytande ukrainska och engelska. Hans samlade ekonomiska tillgångar var år 2018 värda drygt 3 000 000 hryvnia (cirka 1,23 miljoner SEK).

### Karriär inom nöjesbranschen
Vid 17 års ålder deltog han i KVN:s komeditävling. Han blev snart inbjuden att tillsammans med det ukrainska laget "Zaporizhia-Kryvyi Rih-Transit" uppträdde i KVN:s "Major League" och vann så småningom år 1997. Samma år startade och ledde han det "Kvartal 95-lag", som senare förvandlades till produktionsbolaget Kvartal 95. Från åren 1998 till 2003 uppträdde Kvartal 95 i "Major League" och den högsta öppna ukrainska ligan inom KVN. Gruppen spenderade mycket av tiden i Moskva och turnerade ständigt runt i post-sovjetiska länder. Under år 2003 började Kvartal 95 producera tv-serier för den ukrainska tv-kanalen 1+1, och från år 2005 sändes programmen på tv-kanalen Inter.
År 2008 skådespelade han i filmen Love in the Big City, och dess uppföljare, Love in the Big City 2. Zelenskyj fortsatte sin karriär inom filmbranschen med filmen Office Romance. Our Time år 2011 och med Rzhevsky Versus Napoleon år 2012. Love in the Big City 3 lanserade i januari 2014. Zelenskyj spelade också huvudrollen i filmen 8 First Dates från år 2012 och i dess uppföljande år 2015 och år 2016. Som röstskådespelare spelade han huvudrollen Björnen Paddington i den ukrainska dubbade versionen av Paddington år 2014 och Paddington 2 år 2017.

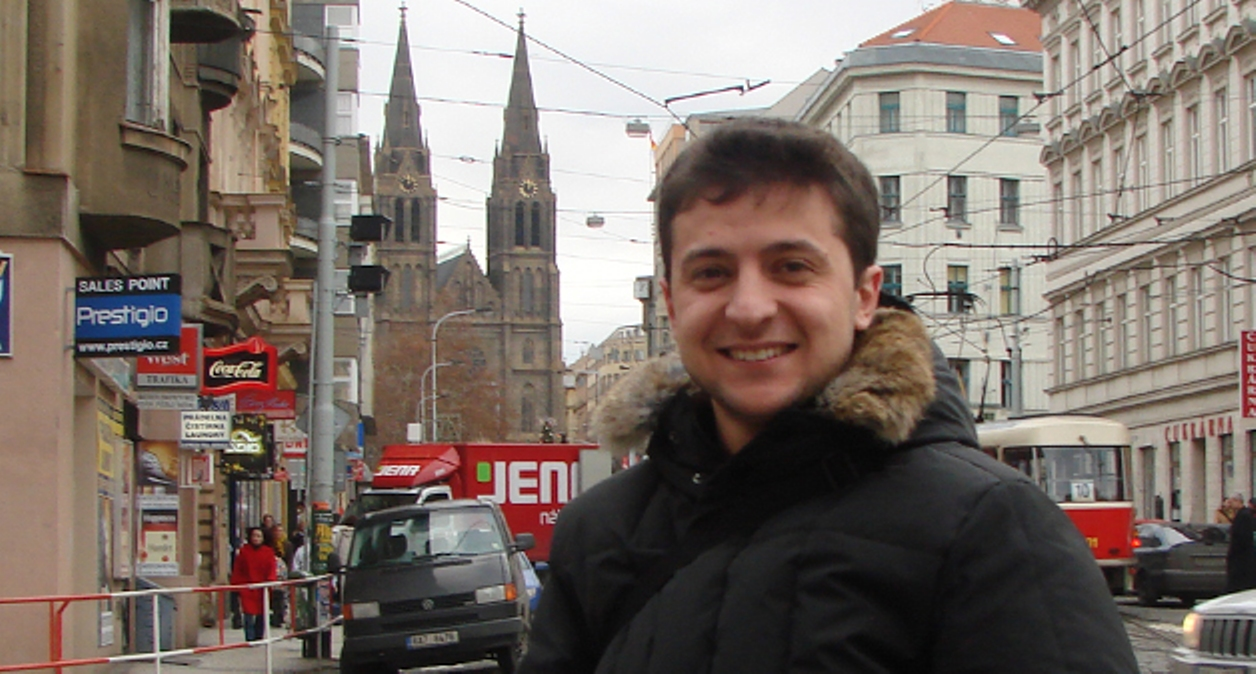
Zelenskyj i Prag år 2009.

Zelenskyj var styrelseledamot och chefsproducent för tv-kanalen Inter från åren 2010 till 2012. 
I augusti 2014 var Zelenskyj motståndare till det ukrainska Kulturdepartementets förslag att förbjuda ryska artister från att uppträda i Ukraina Sedan år 2015 har Ukraina förbjudit ryska artister och andra ryska kulturverk. År 2018 förbjöds den romantiska komedin, Love in the Big City 2, där Zelenskyj spelat huvudrollen i Ukraina.
Efter att ukrainsk media rapporterat att Zelenskyjs Kvartal 95 donerat 1 miljon hryvnias till den ukrainska armén under det pågående kriget i Donbass uttryckte flera ryska politiker och artister att Zelenskyjs verk borde förbjudas i Ryssland. Zelenskyj återupprepade då sin kritik mot förbudet mot ryska artister och kulturverk i Ukraina.

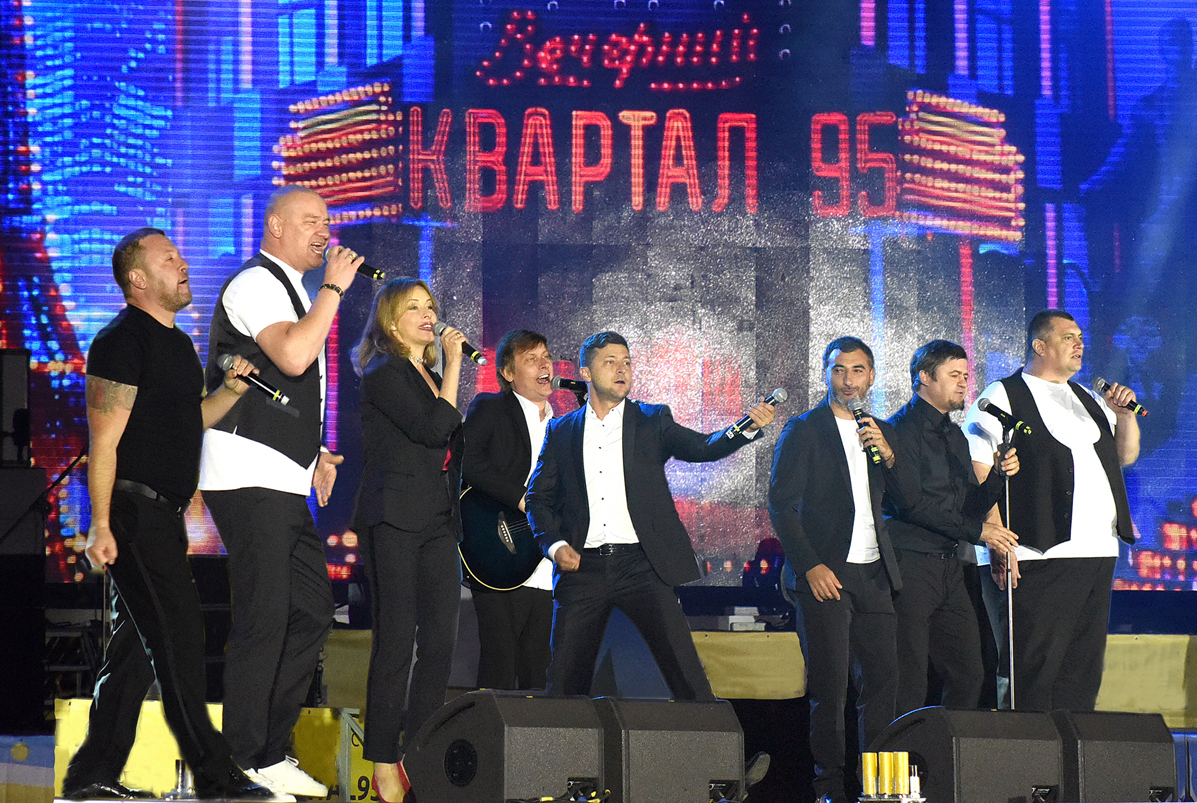
Kvartal 95 under ett framträdande år 2018.

Under år 2015 började tv-serien Folkets tjänare att sändas, där Zelenskyj spelade huvudrollen som Ukrainas president. I tv-serien var Zelenskyjs karaktär en gymnasielärare i historia som helt oväntat vann ett presidentval efter att ett videoklipp på honom, där han attackerar korruptionen i Ukraina, blivit viralt.
Komediserien Svaty (Svärföräldrar), i vilken Zelenskyj var skådespelare, förbjöds i Ukraina år 2017, men förbudet lyftes i mars 2019.
Zelenskyj arbetade mest med ryskspråkiga produktioner. Hans första roll där han använde det ukrainska språket var i den romantiska komedifilmen I, You, He, She, vilken släpptes i december 2018. Den första versionen av manuset till den filmen skrevs på ukrainska men översattes till ryska för den litauiska skådespelerskan Agnė Grudytė. Filmen dubbades senare till ukrainska.
I oktober 2021, i samband med de läckta Pandoradokumentet, avslöjades att Zelenskyj att han och chefen för Ukrainas säkerhetstjänst Ivan Bakanov bedrev ett nätverk av offshorebolag på de Brittiska jungfruöarna, Cypern och Belize. Några av dessa bolag ägde exklusiva fastigheter i London. Vid tiden för presidentvalet 2019 överlämnade Zelenskyj sina aktier i offshorebolagen till affärsmannen Serhiy Sefir, men de två hade gjort ett upplägg för att Zelenskyjs familj ändå skulle kunna fortsätta få pengar från dessa bolag. Zelenskyjs presidentvalskampanj hade centrerat runt hans budskap om att städa upp bland korruptionen inom Ukrainas statsapparat.

### Presidentvalet 2019

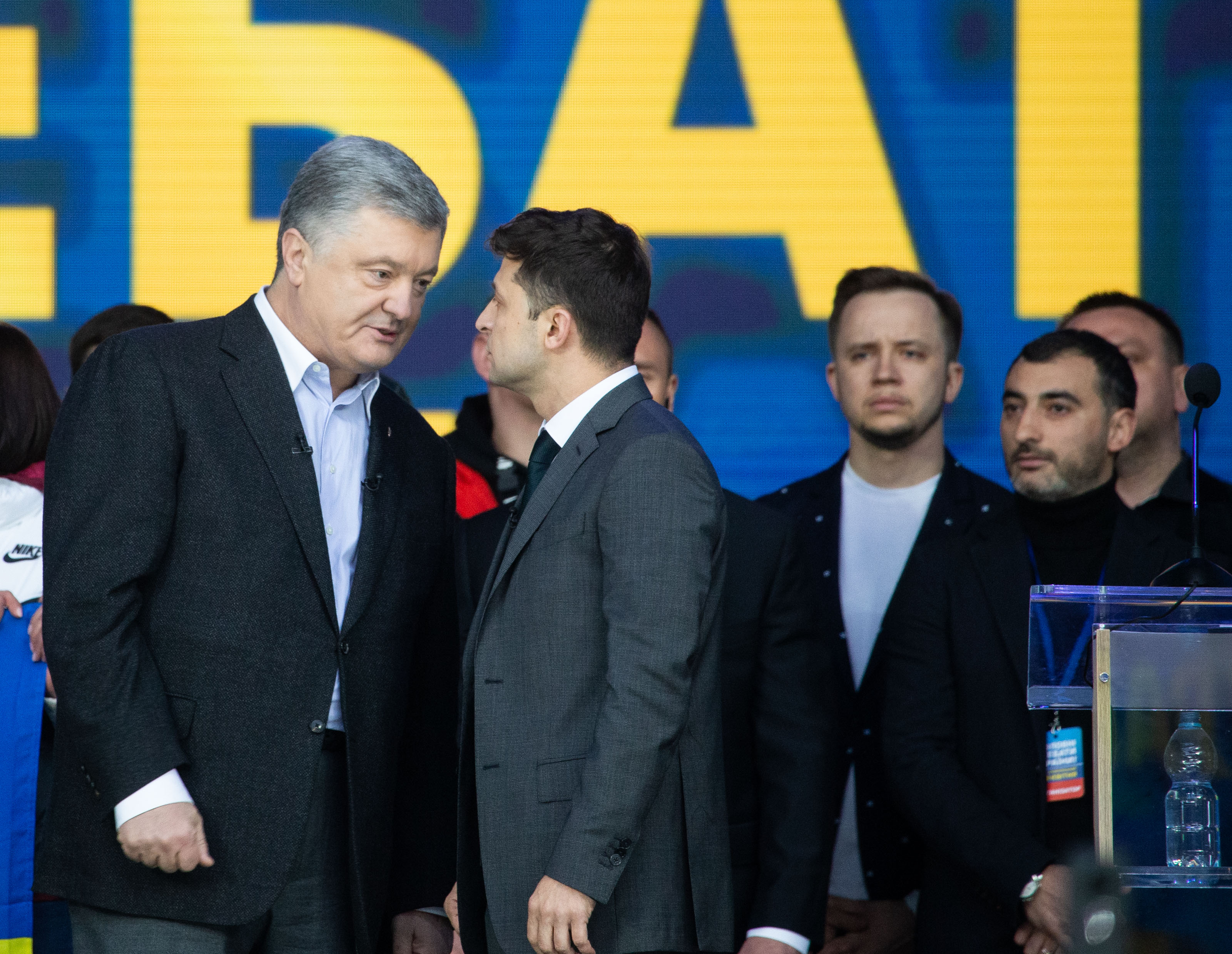
Zelenskyj och Ukrainas president Petro Porosjenko, 19 april 2019.

I mars 2018 grundade medarbetare på Kvartal 95 ett politiskt parti med namnet Folkets tjänare, samma namn som på tv-serien där Zelenskyj de senaste åren spelat huvudrollen som Ukrainas president. Zelenskyj förnekade alla omedelbara planer på att gå in i politiken och sa att han bara hade registrerat partinamnet för att förhindra att det skulle användas av andra, men trots detta fanns det utbredda spekulationer om att han planerade att kandidera i presidentvalet 2019. Redan i oktober 2018, tre månader innan hans kampanjtillkännagivande och sex månader före presidentvalet, var han en av de ledande figurerna i opinionsmätningarna inför valet. Efter månader av tvetydiga uttalanden meddelande Zelenskyj den 31 december 2018, med mindre än fyra månader kvar till presidentvalet, att han kandiderade i presidentvalet. Kandidaturen tillkännagavs på nyårsafton tv-kanalen 1+1. Hans tillkännagivande meddelades precis före den sittande presidenten Petro Porosjenkos nyårstal på samma kanal, vilket Zelenskyj sa var oavsiktligt.
Zelenskyjs presidentkampanj mot Porosjenko bedrevs nästintill uteslutande på internet. Han släppte ingen detaljerad valplattform och hans engagemang i traditionell media var minimal; han nådde istället ut till väljarna via sociala mediekanaler och videoklipp på YouTube. I stället för traditionella kampanjmöten genomförde han ståuppkomik-föreställningar över hela Ukraina med sitt produktionsbolag Kvartal 95. Han beskrev sig själv som en anti-etablissemangs och anti-korruptionskandidat, även om han i allmänhet inte beskrevs som populist. Han sa att han ville återställa förtroendet för politikerna, "föra professionella, anständiga människor till makten" och "förändra tonen bland det politiska etablissemanget". Den 16 april 2019, några dagar före valet, uppmanade 20 ukrainska nyhetskanaler Zelenskyj att "sluta undvika journalister".Zelenskyj uppgav att han inte undvek journalisterna men att han inte ville gå på talkshows där "folk från den gamla makten" "bara gjorde PR för sig själva" och att han inte hade tid att svara på alla intervjuförfrågningar.
Före valet presenterade Zelenskyj en laguppställning som inkluderade tidigare finansministern Oleksandr Danyljuk med flera. Under kampanjen väcktes oro över hans kopplingar till oligarken Ihor Kolomojskyj. Sittande presidenten Porosjenko och hans anhängare hävdade att en seger för Zelenskyj skulle gynna Ryssland. Den 19 april 2019 hölls en presidentdebatt i form av en tv-show på Kievs olympiastadion. I sitt inledningsanförande erkände Zelenskyj att han i presidentvalet 2014 röstat på Porosjenko, men att "Jag hade fel. Vi hade fel. Vi röstade på en Porosjenko, men fick någon annan. Den första dyker upp när det finns filmkameror framme, den andra Petro skickar Medvedtjuk privietiki (hälsningar) till Moskva”. Zelenskyj sa initialt att han bara skulle sitta en enda mandatperiod, men i maj 2021 sa att han ännu inte hade bestämt sig.
Zelenskyj sa att han som president skulle verka för att utveckla ekonomin och attrahera till utländska investeringar i Ukraina genom "att omstarta landets juridiska system" och återupprätta förtroendet för rättsstaten. Han föreslog också en skatteamnesti samt 5 procent platt skatt för storföretag som skulle kunna höjas "i dialog med dem och om alla är överens". Zelenskyj sa även att folk skulle börja betala sina skatter om de såg att det nya regeringen "är ärliga från första dagen".
Zelenskyj vann tydligt den första valomgången i presidentvalet den 31 mars 2019. I den andra valomgången, den 21 april 2019, fick han 73 procent av rösterna mot Porosjenkos 25 procent, och valdes till Ukrainas president. Polens president Andrzej Duda var en av de förste europeiska ledarna att gratulera Zelenskyj till segern. Frankrikes president Emmanuel Macron tog emot Zelenskyj på Élyséepalatset i Paris den 12 april 2019. Den 22 april 2019 gratulerade USA:s president Donald Trump Zelenskyj till hans seger via telefon. Europeiska kommissionens ordförande Jean-Claude Juncker and Europeiska rådets ordförande Donald Tusk utfärdade också ett gemensamt gratulationsbrev och uppgav att Europeiska unionen (EU) kommer att arbeta för att påskynda genomförandet av den resterande delen av associeringsavtalet mellan Europeiska unionen och Ukraina, inklusive Deep and Comprehensive Free Trade Area.

### Presidentskap (2019– )

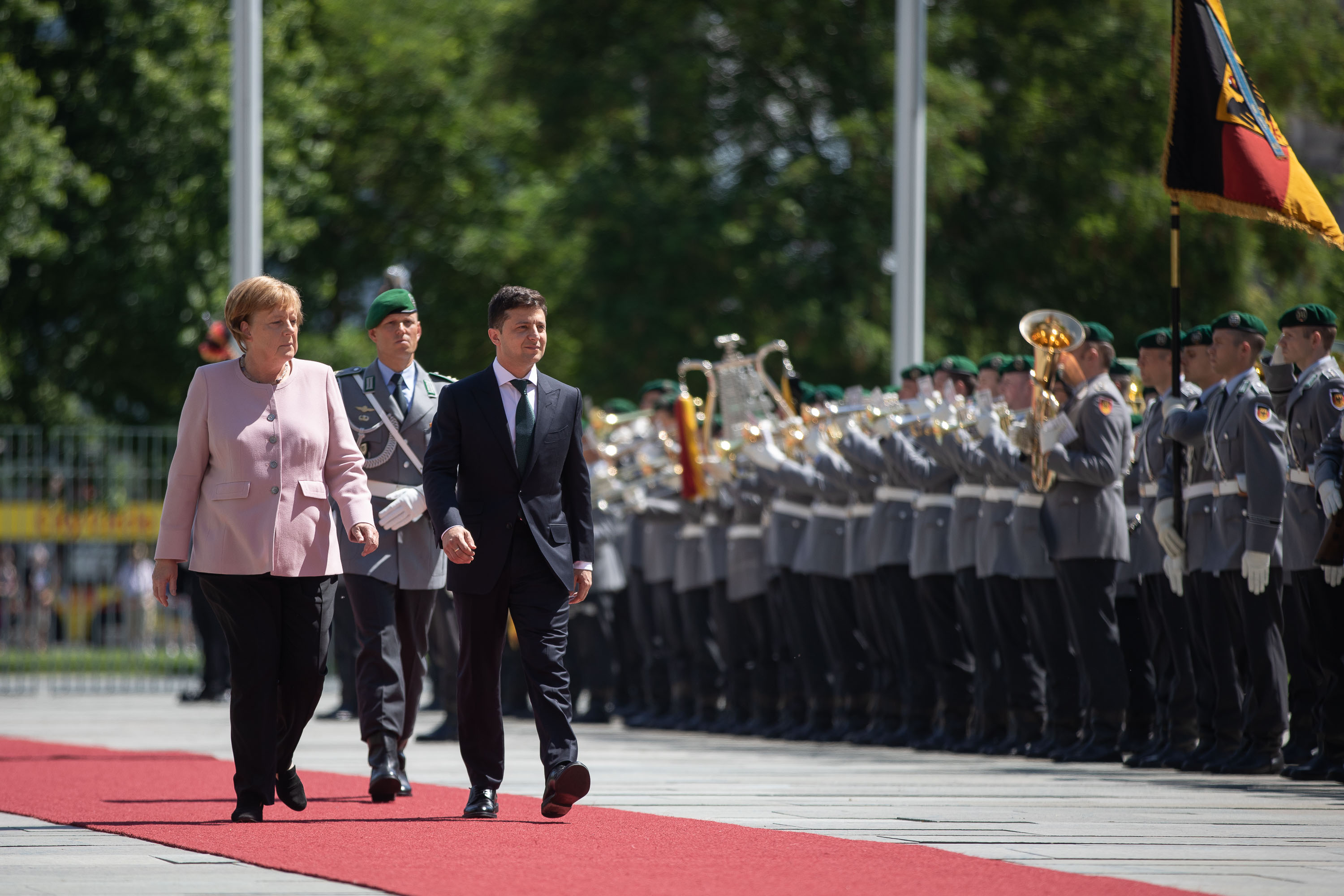
Zelenskyj med Tysklands förbundskansler Angela Merkel vid Bundeskanzleramt i Berlin, juni 2019.

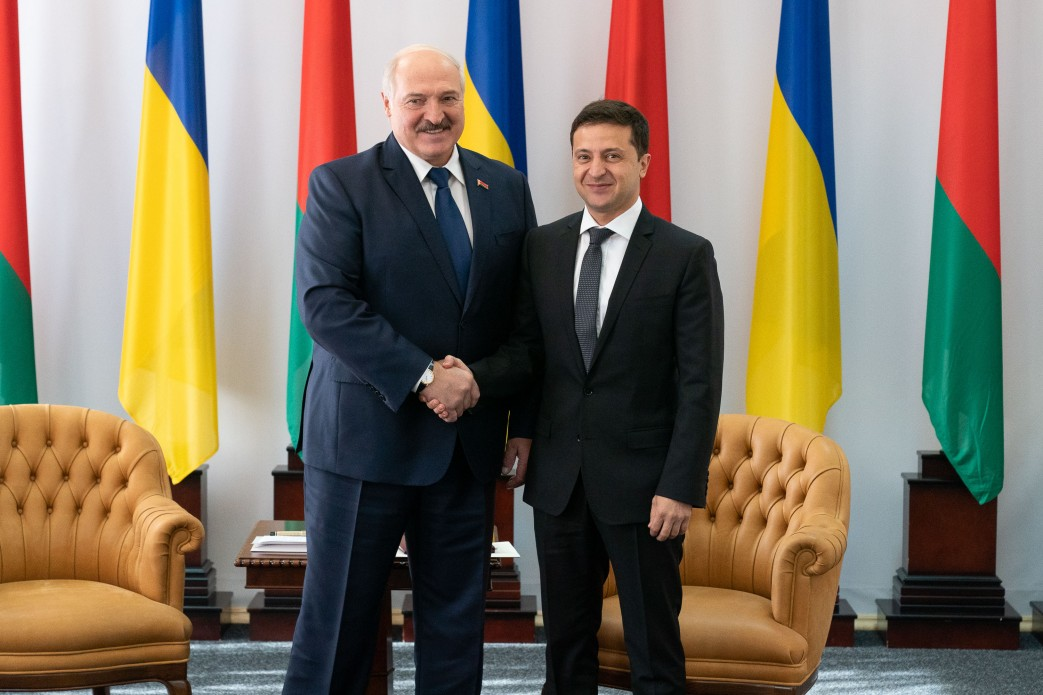
Zelenskyj med Belarus president Aleksandr Lukasjenko i Zjytomyr, oktober 2019.

Zelenskyj installerades som president den 20 maj 2019. Ett flertal olika utländska dignitärer deltog vid installationsceremonin som hölls vid parlamentet (Verchovna Rada), bland annat Salome Zourabichvili (Georgien), Kersti Kaljulaid (Estland), Raimonds Vējonis (Lettland), Dalia Grybauskaitė (Litauen), János Áder (Ungern), Maroš Šefčovič (Europeiska unionen), and Rick Perry (USA). Zelenskyj är den första judiska presidenten i Ukraina och tillsammans med Volodymyr Groysman som Ukrainas premiärminister blev Ukraina det första landet efter Israel att ha både en judisk statschef och regeringschef. I sitt installationstal upplöste Zelenskyj det då sittande parlamentet och utlyste nyval redan i juli 2019 (parlamentsvalet var planerat att äga rum i oktober samma år). En av Zelenskyj koalitionspartners, partiet Folkfronten, motsatte sig det tidigarelagda valet och lämnade därefter den styrande koalitionen.
Den 28 maj 2019 återfick Mikheil Saakashvili ukrainskt medborgarskap efter beslut av Zelenskyj.
Zelenskyj första större lagförslag var en förändring av valsystemet från ett pluralitetssystem till ett proportionellt valsystem med stängda valsedlar. Lagförslaget väckte stort motstånd i parlamentet och röstades ned med argumentet att stängda valsedlar skulle leda till mer korruption inom regeringen.
Parlamentet vägrade dessutom den 6 juni 2019 att inkludera Zelenskyjs nyckelinitiativ om ett återinfört straffrättsligt ansvar för olaglig tillskansning genom parlamentariskt arbete. Istället inkluderades ett liknande lagförslag som föreslagits av en grupp parlamentsledamöter. I juni 2019 meddelade han att hans tredje större initiativ, med målet om att upphäva den juridiska immuniteten för parlamentsledamöter, diplomater och domare, skulle presenteras för parlamentet direkt efter valet. Lagförslaget röstades igenom i parlamentet den 3 september 2019, vilket markerade Zelenskyjs första större politiska seger.

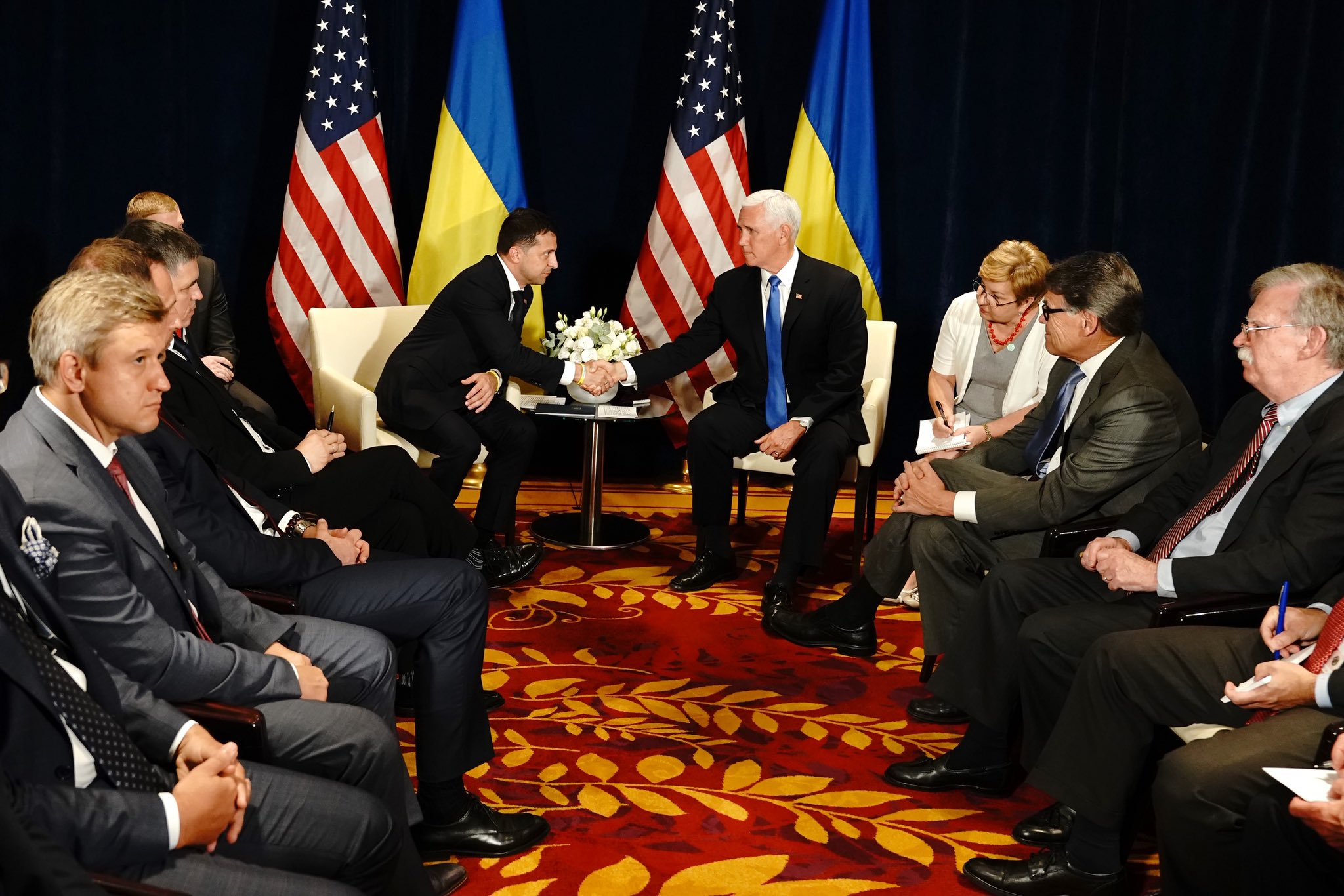
USA:s vicepresident Mike Pence med delegation träffar Zelenskyj i Warsawa den 1 september 2019.

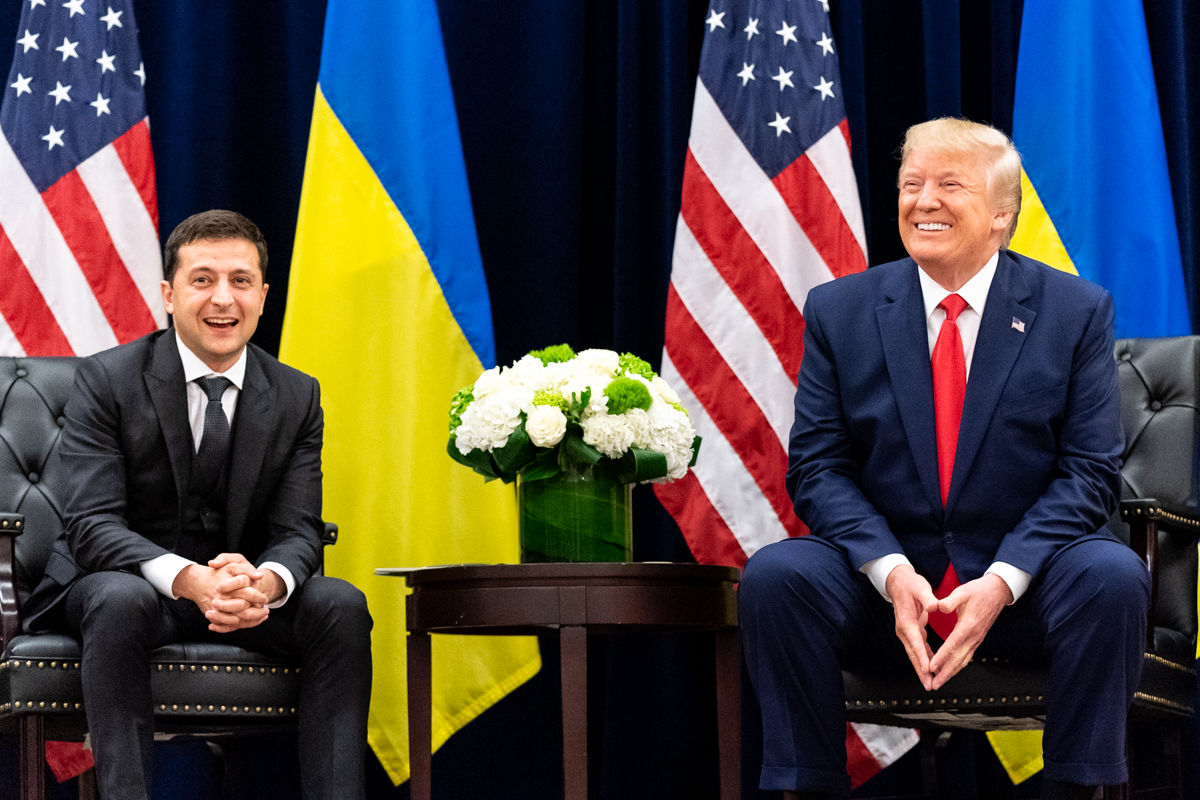
Zelenskyj träffar USA:s president Donald Trump i New York City den 25 september 2019.

Den 8 juli 2019 beordrade Zelenskyj att den årliga självständighetsparaden i Kiev på Självständighetstorget skulle ställas in på grund av höga kostnader. Zelenskyj meddelade dock att man under dagen skulle hedra "landets hjältar" på "något sätt". Han föreslog även att pengarna för paraden istället borde gå till att uppmärksamma landets veteraner.
Under år 2020 föreslog Zelenskyjs parti reformer av Ukrainas medielagar med intention att öka konkurrensen och försvaga oligarkenas dominans över televisionen och radiokanalerna. Kritiker menade dock att förslaget skulle kunna innebära ökad medial censur i Ukraina eftersom förslagets klausul om straffansvar för spridning av desinformation skulle kunna missbrukas.
Zelenskyj kritiserades för en "hemlig resa" till Oman i januari 2020 som inte var annonserad inom ramen för hans officiella schema och där han verkade blanda en privat semester med regeringsarbete. Trots att presidentkansliet efteråt meddelade att resan betalades av Zelenskyj privat, och inte med statens pengar, fick han hård kritik för bristen på transparens runt resans omständigheter. Resan jämfördes även med en hemlig semester som hans företrädare som president, Petro Porosjenko, tog på Maldiverna och som Zelenskyj själv hade kritiserat vid tiden för den resan.
I januari 2021 passerade lagstiftning parlamentet som uppdaterade och reformerade Ukrainas vallagar, vilka landets Konstitutionsdomstol förklarat grundlagsstridiga redan år 2018. Reformeringen av vallagarna hade varit ett av Zelenskyjs löften vid presidentvalet 2019.
I juni 2021 presenterade Zelenskyj ett lagförslag inför parlamentet med syftet att skapa ett offentligt register över Ukrainas oligarker, förbjuda desamma från att delta i privatiseringar av statliga bolag såväl som att förbjuda dem att stödja politiker ekonomiskt. Oppositionspartierna i parlamentet stöttade Zelenskyjs mål om att reducera oligarkernas inflytande över politiken i Ukraina men var kritiska till förslaget om det offentliga registret. Man menade att det skulle vara både farligt, eftersom det koncentrerade makten till presidenten, och ineffektivt eftersom oligarkerna bara var en "symbol" för djupt rotad korruption. Lagförslaget passerade emellertid genom parlamentet och blev officiell lagstiftning i september 2021. Kritiker av Zelenskyjs presidentskap har menat att hans motiv för att reducera oligarkernas inflytande över politiken har varit att centralisera makten och stärka sin egen position.

#### Regeringen och presidentadministrationen
Zelenskyj utsåg Andriy Bohdan som chef Ukrainas presidentadministration. Före sitt utnämnande hade Bohdan var advokat till en av Ukrainas oligarker, Ihor Kolomoyskyi. Under reglerna för lustration i Ukraina, introducerat i landets lagstiftning år 2014, efter Euromajdan, var inte Bohdan berättigad att upprätthålla något statligt ämbete förrän år 2024 (på grund av hans period som minister i regeringen Azarov II). Bohdan hävdade dock att eftersom att leda presidentadministrationen inte ansågs vara något statligt tjänstemannaarbete gällde inte reglerna honom. Ett större antal medlemmar som utsågs inom presidentadministrationen var före detta kollegor från hans produktionsbolag, Kvartal 95, inkluderat Ivan Bakanov, som utsågs till vice chef för Ukrainas säkerhetstjänst. Den tidigare vice utrikesministern Olena Zerkal tackade nej till en utnämning som biträdande chef för presidentadministrationen, men accepterade en utnämning som ukrainsk representant till den Internationella domstolen rörande konflikten med Ryssland. Zelenskyjs begäran till parlamentet om att byta ut utrikesminister, försvarsminister, chefsåklagare och chefen för Ukrainas säkerhetstjänst avslogs. Zelenskyj avskedade även och bytte ut 20 av de 24 guvernörerna till de 24 oblasten.

### Regeringen Honcharuk
I parlamentsvalet 2019, i juli 2019, vann Zelenskyjs parti Folkets tjänare den första majoriteten för ett enskilt politiskt parti i Ukrainas moderna historia, med 43 procent av rösterna. Hans parti erhöll 254 av de 424 mandaten i parlamentet.
Efter valet utsåg Zelensky Oleksiy Honcharuk som premiärminister och han godkändes inom kort av parlamentet. Parlamentet utsåg även Andrii Zahorodniuk som försvarsminister, Vadym Prystaiko som utrikesminister och Ivan Bakanov som chef för säkerhetstjänsten, SBU. Arsen Avakov, en kontroversiell figur på grund av långvariga anklagelser om korruption, fick sitta kvar som inrikesminister. Honcharuk hävdade att den relativt oerfarna regeringen behövde erfarna ministrar som Avakov och att det hade "dragits tydliga röda linjer" om vad Avakov får och inte får göra som minister framöver."
Zelenskyj avskedade Andriy Bohdan som chef för presidentadministrationen den 11 februari 2020 och utsåg Andriy Yermak som efterträdare redan samma dag.

### Regeringen Sjmyhal
Den 6 mars 2020 överlämnade Honcharuk premiärministerskapet till Denys Sjmyhal. Vid tidpunkten för överlämnandet uppstod en stor oro i landet över Honcharuks hastiga avgång. I ett tal till parlamentet den 4 mars 2020 meddelande Zelenskyj att han fortsatt kommer engagera sig i reformer som inhemska och finansiella frågor, och påpekade att han "inte alltid kommer kunna vara en psykolog för människor, en krishanterare för någon annan, en person som konsekvent kräver ärligt intjänade pengar av andra eller en barnskötare av ministrarna." I september 2020 visade förtroendemätningar att Zelenskyjs förtroendenivåer hade fallit under 32 procent.

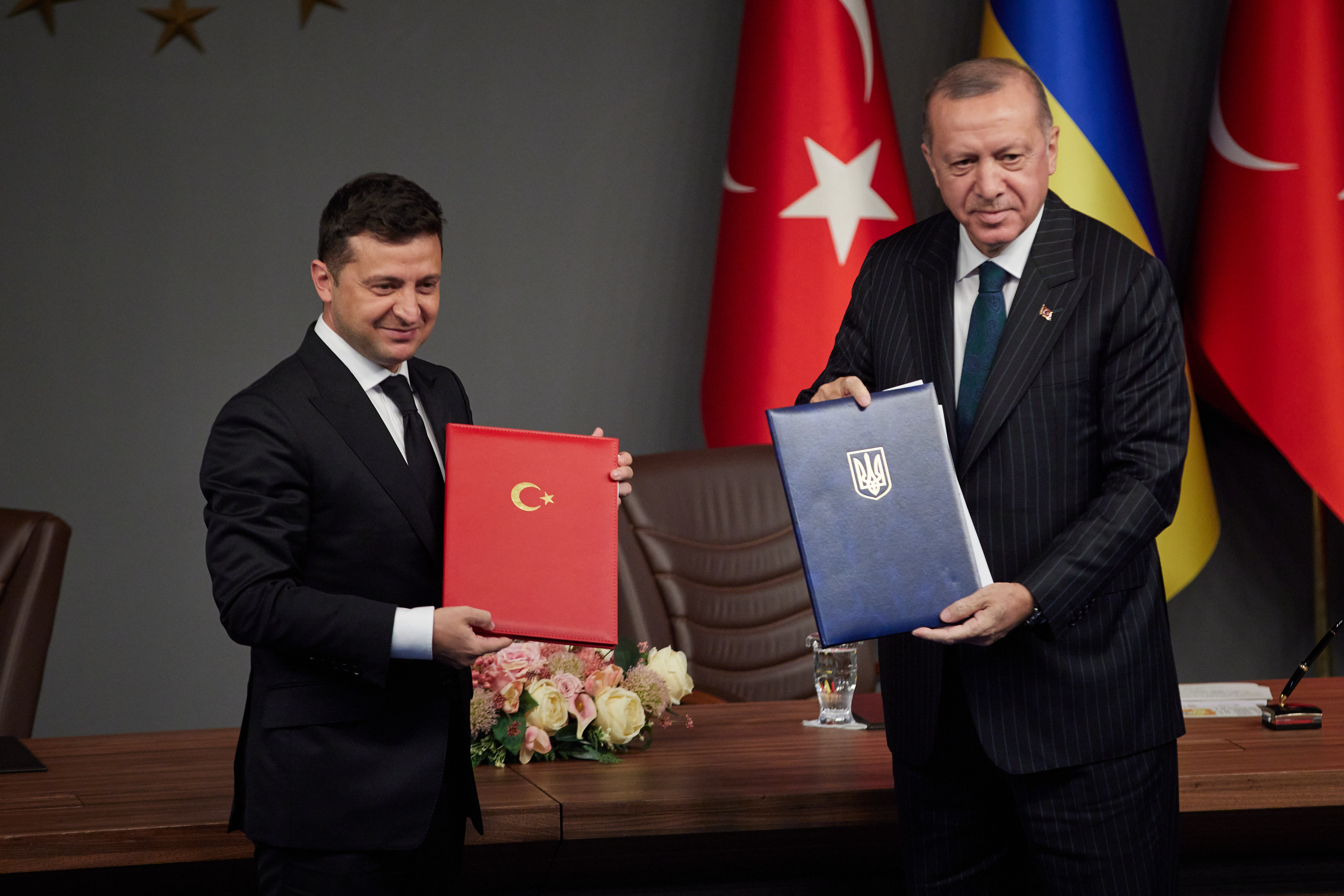
Zelenskyj och Turkiets president Recep Tayyip Erdoğan den 16 oktober 2020.

Den 24 mars 2021 skrev Zelenskyj under dekret 117/2021 och godkände därmed "strategin för av-ockupation och åter-integrering av det tillfälligt ockuperade territoriet Krim och staden Sevastopol."

#### Försöken till att avsluta konflikten i Donbass
Ett av Zelenskyjs centrala kampanjlöften i presidentvalet 2019 hade varit att avsluta kriget i Donbass och upplösa den Rysslandssponsrade separatiströrelsen där. Den 3 juni 2019 utsåg Zelenskyj den tidigare presidenten Leonid Kutjma som Ukrainas representant i den trilaterala kontaktgruppen för Ukraina med uppdraget att hitta en lösning på konflikten. Den 11 juli 2019 höll Zelenskyj det första telefonsamtalet med Rysslands president Vladimir Putin, under vilket han uppmanade Putin att inleda samtal genom medling av andra europeiska länder. De två ledarna diskuterade även utbyte av fångar mellan de två länderna. I oktober 2019 meddelade Zelenskyj att en preliminär uppgörelse hade träffats med separatisterna, enligt vilken den ukrainska regeringen skulle respektera val som hölls i Donbassregionen i utbyte mot att Ryssland drar tillbaka sina omärkta trupper. Avtalet möttes av hård kritik och protester av både politiker och den ukrainska allmänheten. Motståndare till avtalet menade att val som hölls i Donbass osannolikt skulle vara fria och rättvisa, att separatisterna länge hade drivit ut de flesta pro-ukrainska invånare ur regionen för att säkerställa en prorysk majoritet, och att det skulle vara omöjligt att säkerställa att Ryssland behöll sin del av avtalet. Zelenskyj försvarade resultatet av sina förhandlingar och sa samtidigt att några val i Donbass inte skulle hållas innan ett ryskt tillbakadragande. Avtalet misslyckades med att lugna konflikten eftersom separatisterna fortsatte sina attacker i Donbass och eftersom Ryssland fortsatte att förse separatisterna med vapen och ammunition. Flera ukrainska nationalistiska miliser och före detta miliser vägrade också att acceptera avtalet, inklusive den högerextrema Azov-krigarna i Luhansk-regionen i Donbass. Zelenskyj träffade personligen flera av dessa grupperingar och försökte övertyga dem om att överlämna sina oregistrerade vapen och acceptera fredsavtalet. Andrij Biletski, ledaren för den högerextrema Nationella kåren och Azovs förste befälhavare, anklagade Zelenskyj för att vara respektlös mot arméveteraner och för att agera å Kremls vägnar genom att lämna ukrainare sårbara för rysk aggression. I slutändan misslyckades fredsavtalet med att minska våldet, än mindre att avsluta kriget.
I december 2019 återupptog Ryssland och Ukraina förhandlingar medlade av Frankrike och Tyskland under den så kallade Normandiegruppen, ett format som hade övergetts efter tidigare förhandlingar år 2016. Det var Zelenskyj första riktiga möte med Vladimir Putin. I juli 2020 tillkännagav Zelenskyj en formell vapenvila med separatisterna, det mer än tjugonde försöket av detta slag sedan kriget började 2014. Även om vapenvilan ofta bröts under de närmaste året och våldet förblev omfattande, minskade överträdelserna av vapenvilan år 2020 med över 50 procent jämfört med föregående år.

#### UIA Flight 752
Den 8 januari 2020 meddelade presidentkansliet att Zelenskyj skulle avbryta sin resa till Oman på grund av att UIA Flight 752:s flygplan kraschat i närheten av Iran samma dag. Samma dag släppte nyhetssajten Obozrevatel.com information om att det den 7 januari 2020 skulle ha anlänt en ukrainsk politiker från Oppositionplattformen – För Livet, Viktor Medvedtjuk, som sedan länge haft exklusiva förbindelser med den ryska presidenten Vladimir Putin. Snart började rykten spridas om att Zelenskyj kan ha haft ytterligare möten utöver de som tillkännagivits. Den 14 januari 2020 avfärdade Andriy Yermak ryktena som spekulationer och grundlösa konspirationsteorier, medan Medvedtjuk uppgav att planet använts av hans äldre dotters familj för att flyga från Oman till Moskva. Yermak kontaktade senare webbtidningen Ukrainsk sanning och gav mer information om vistelsen i Oman och om flygkraschen i Iran.

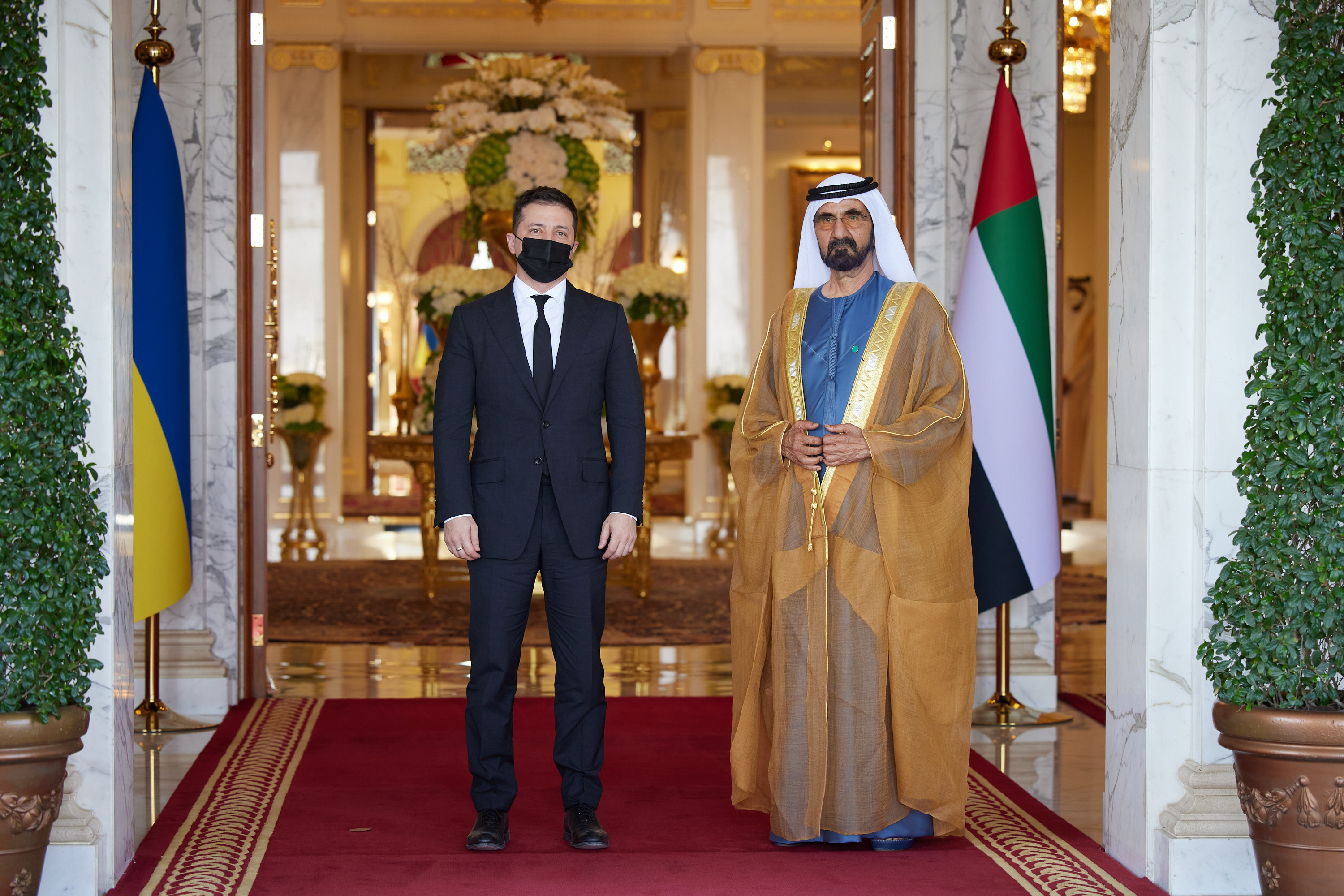
Zelenskyj och Mohammed bin Rashid Al Maktoum, Förenade Arabemiratens premiärminister, februari 2021.

Den 17 januari 2020 kunde inte Ukrainas utrikesminister Vadym Prystaiko ge svar under "frågestunden" i parlamentet när parlamentsledamöterna frågade honom om besökets officiella agenda, om inbjudan från Oman, om tjänstemännen från utrikesministeriet som förberett besöket, eller om hur presidenten faktiskt korsade gränsen när han besökte Oman. Den 20 januari 2020 följde Prystaiko upp frågestunden genom att ge en presskonferens på presidentens kontor där han sa att han skulle berätta allt om besöket när "tiden var inne".

#### Utrikes relationer

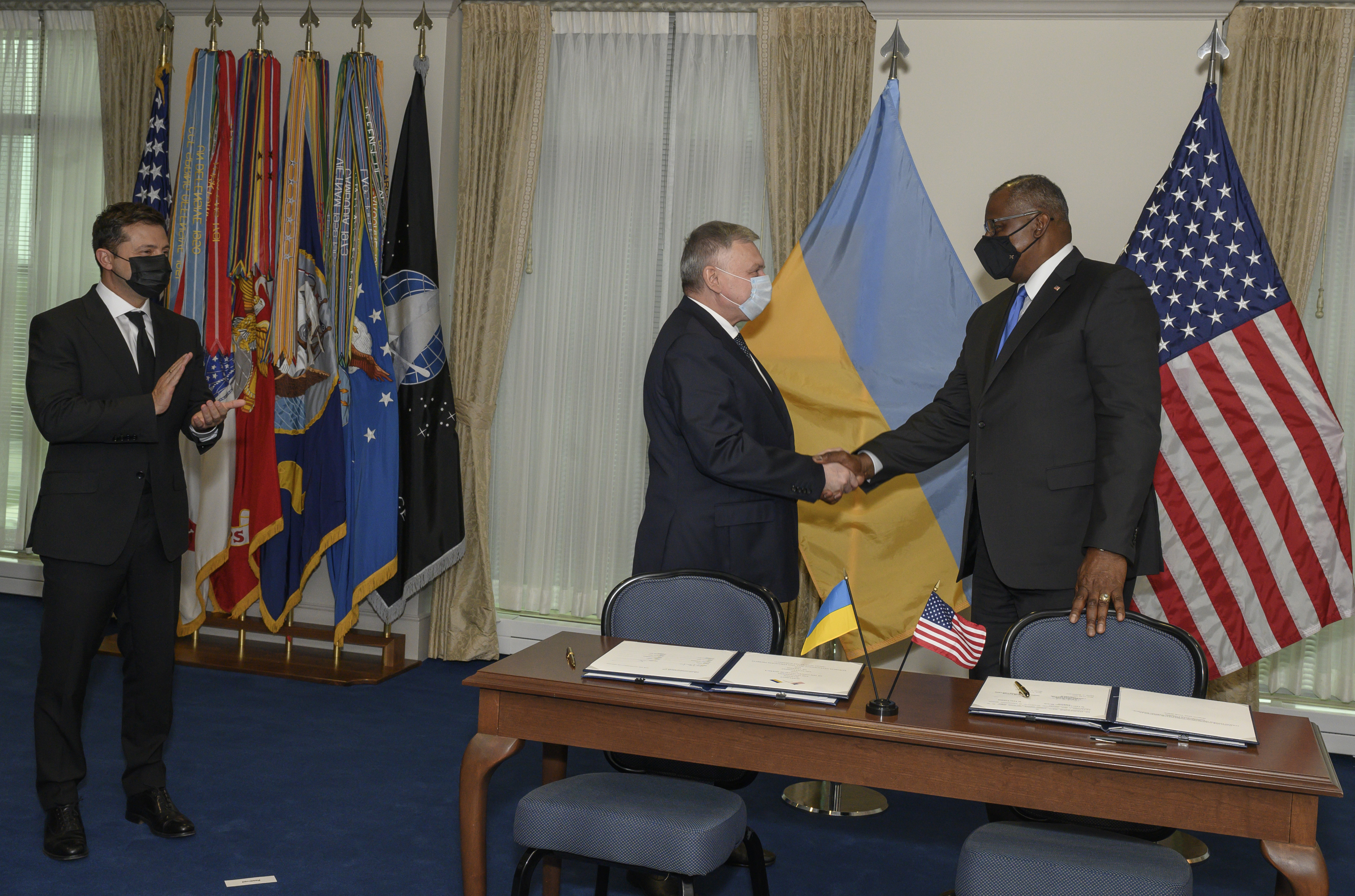
Zelenskyj, Ukrainas försvarsminister Andriy Taran och USA:s försvarsminister Lloyd Austin den 31 augusti 2021.

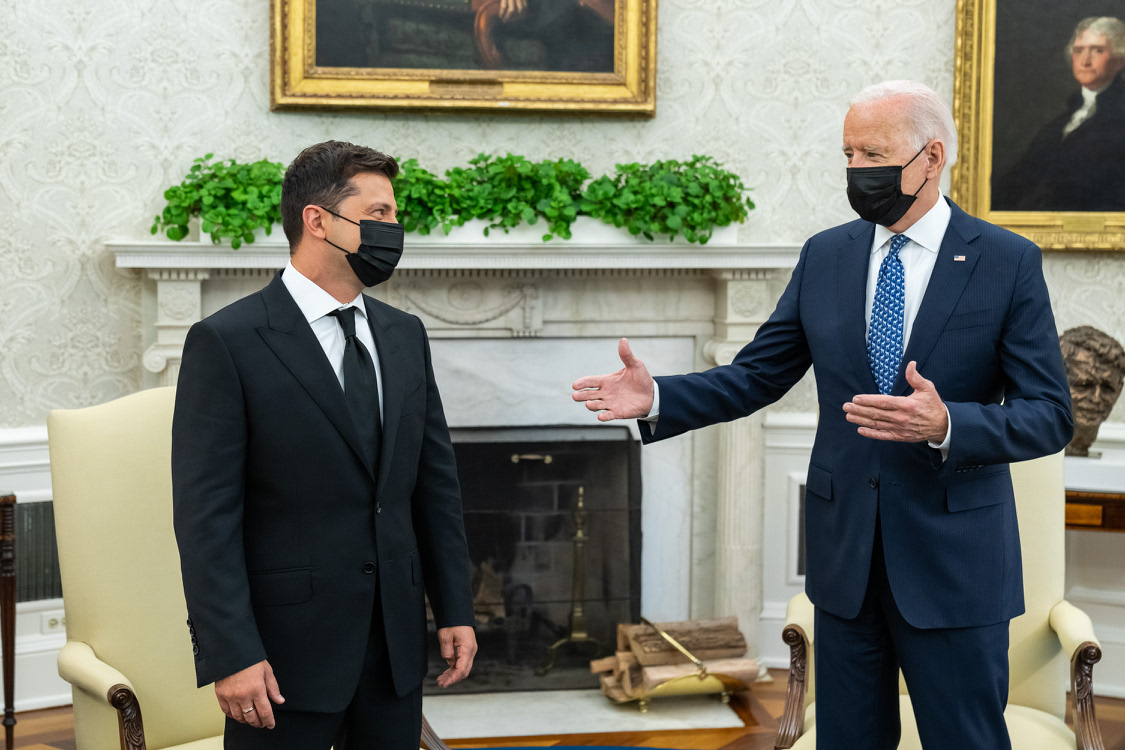
Zelenskyj och USA:s president Joe Biden den 1 september 2021.

Zelenskyjs första officiella resa utomlands som president var till Bryssel i juni 2019 där han träffade representanter för Europeiska unionen och NATO.
I augusti 2019 lovade Zelenskyj att häva moratoriet för att gräva upp polska massgravar i Ukraina efter att den tidigare ukrainska regeringen förbjöd den polska sidan att utföra eventuella uppgrävningar av polska offer för, de av den ukrainska upprorsarmén genomförda, massakern av polacker i Volhynien och östra Galicien. Moratoriet hade införts efter att Polen avlägsnat ett minnesmärke över den ukrainska upprorsarmén i Hruszowice i sydöstra Polen.
I september 2019 rapporterades det om att USA:s president Donald Trump hade blockerat utbetalandet av ett militärt stödpaket på 400 miljoner dollar, vilka USA:s kongress tidigare hade beslutat om. Syftet med blockeringen var utpressa Zelenskyj till att genomföra en utredning om påstådda olagligheter gjorda av Joe Biden, senare USA:s president, och hans Hunter Biden, som var styrelseledamot i det ukrainska naturgasföretaget Burisma Holdings. Rapporteringen blev en katalysator för Trump-Ukrainaskandalen och den följande riksrättsprocessen mot Donald Trump i USA. Zelenskyj har konsekvent avvisat att han blev utpressad av Trump och tyddliggjorde att han inte ville "lägga sig i ett utländskt lands presidentval"

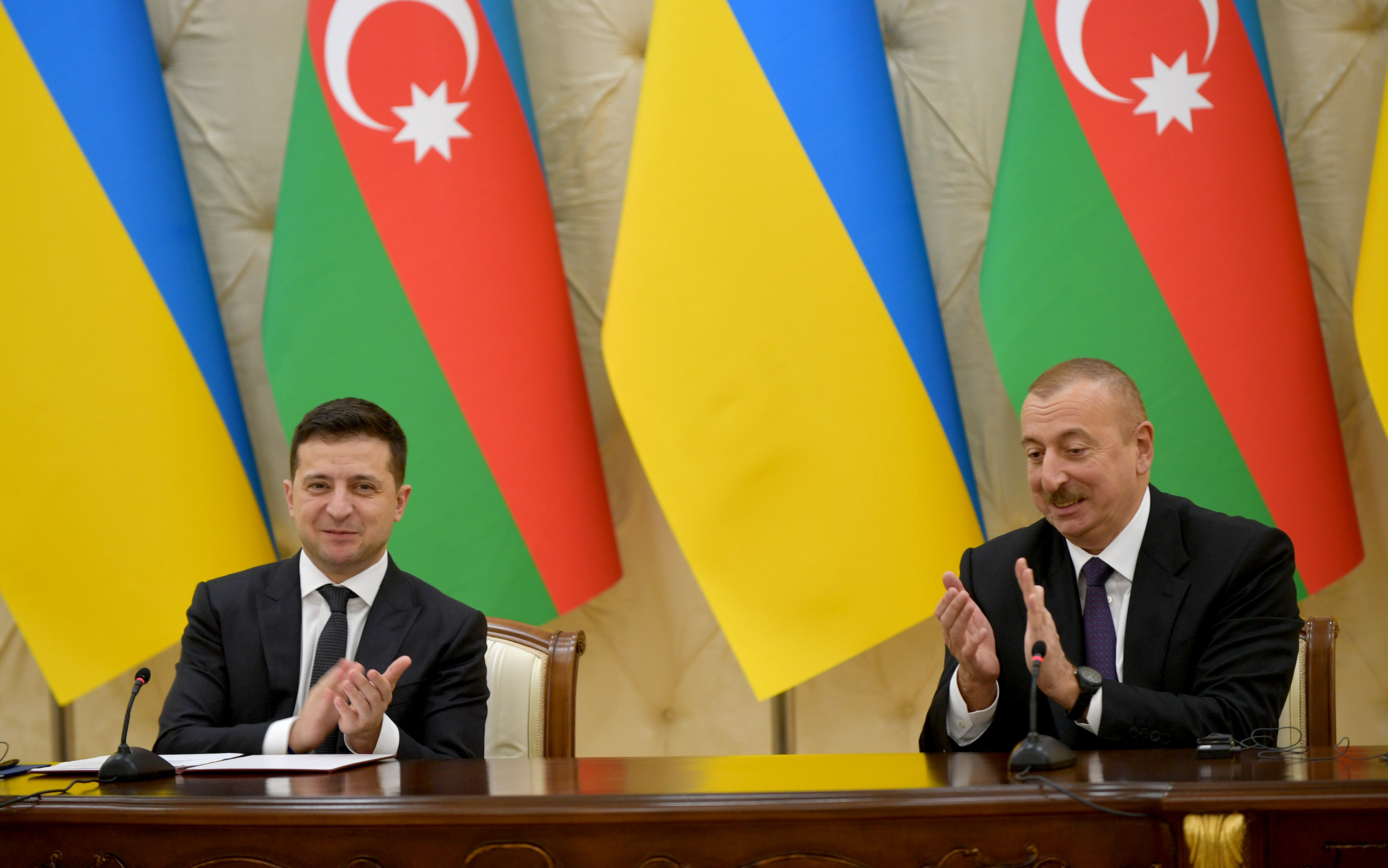
Zelenskyj och Azerbajdzjans president Ilham Aliyev den 17 december 2019.

Vid en officiell resa till USA in september 2021 engagerade sig Zelenskyj i samtal med USA:s president Joe Biden, USA:s försvarsminister Lloyd Austin, USA:s energiminister Jennifer Granholm, och USA:s utrikesminister Antony Blinken. Zelenskyj och hans hustri Olena Zelenska deltog även vid öppnanden av "Ukrainas hus" i Washington, D.C. På Samma resa träffade han Apples chef Tim Cook och andra ukrainare på seniora positioner i Silicon Valley-baserade teknologiföretag och talade på Stanford University. Under tiden som Zelenskyj fortfarande var i USA, och precis efter att han talat inför Förenta nationerna (FN), utsattes hans närmsta medarbetade Serhiy Sefir för ett mordförsök hemma i Ukraina. Shefir skadades aldrig vid attacken men hans chaufför fick föras till sjukhus med skottskador.

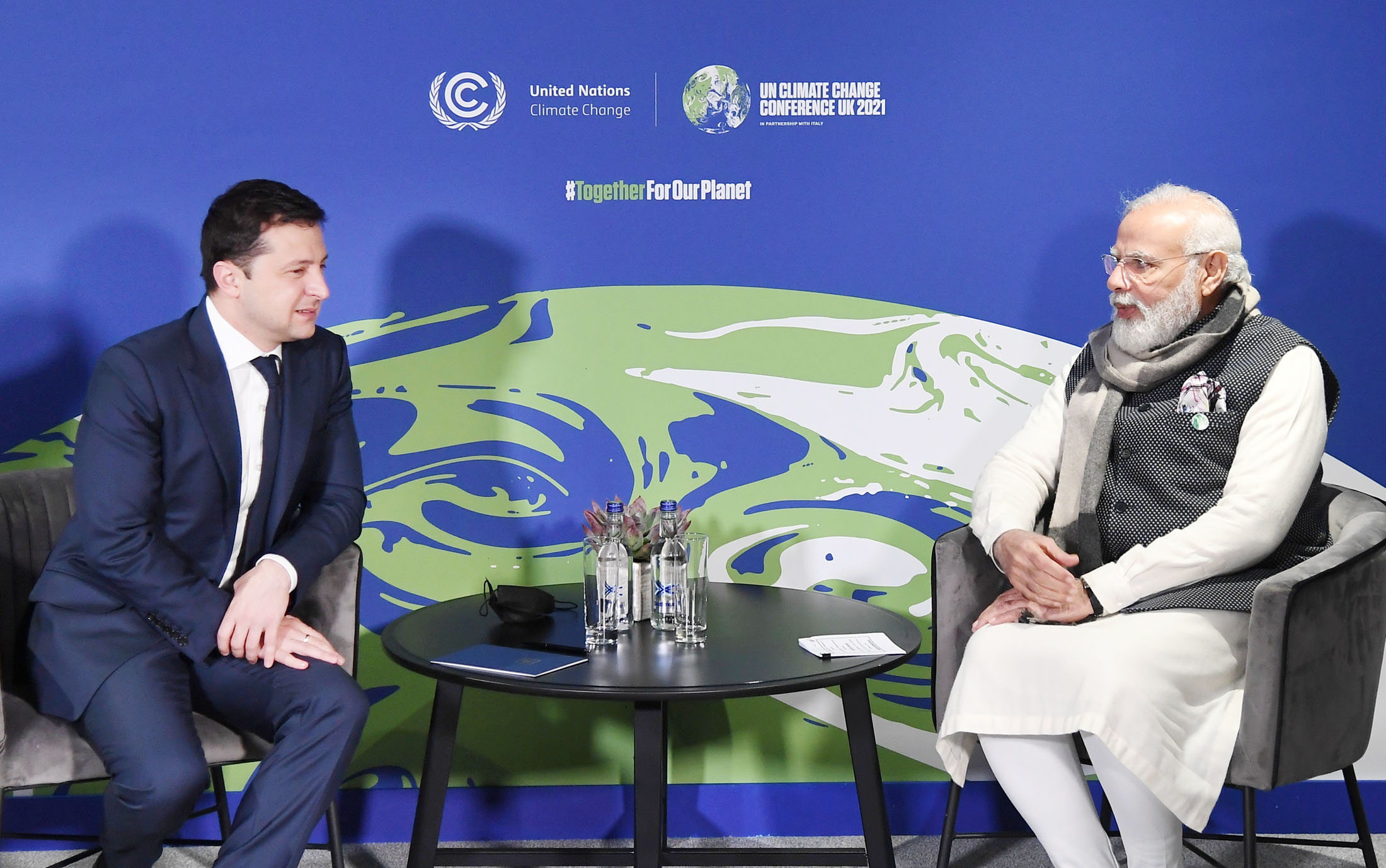
Zelenskyj och Indiens premiärminister Narendra Modi på COP26:s klimatkonferens i Glasgow den 1 november 2021.

#### Krisen mellan Ryssland och Ukraina 2021–2022
I april 2021, och som respons till Rysslands militära upptrappning utmed Ukrainas gräns, pratade Zelenskyj med USA:s president Joe Biden och uppmanade NATO:s medlemmar att höja tempot för Ukrainas ansökan om medlemskap i NATO.
Den 26 november 2021 anklagade Zelenskyj den rysk-ukrainska oligarken Rinat Achmetov för att stödja en plan att avsatta Zelenskyjs regering. Ryssland nekade till inblandning i någon sådan typ av statskupp och Achmetov sa i ett uttalande att "information som gjorts offentlig av Volodymyr Zelenskyj om att jag skulle vara inblandad i någon form av kupp är en ren lögn. Jag är upprörd över spridningen av denna lögn, oavsett vad presidentens motiv är." I december 2021 uppmanade Zelenskyj till förebyggande insatser mot Ryssland för att stoppa eventuella försök till statskupp.
Den 19 januari 2022 sa Zelenskyj i ett videomeddelande att landets invånare inte behöver få panik och vädjade till media att vara "en källa för information och inte för hysteri." Den 28 januari 2022 uppmanade Zelenskyj västvärlden att inte skapa "panik" i sitt land över en potentiell rysk invasion och tillade att ständiga varningar om ett "överhängande" hot om invasion sätter Ukrainas ekonomi på spel. Zelenskyj sa samtidigt "vi inte ser en större eskalering" än i början av år 2021 när Rysslands militära uppbyggnad startade. Zelenskyj och USA:s president Joe Biden var därmed oense om hur överhängande hotet om en rysk invasion av Ukraina var.
Den 19 februari 2022, efter att oron för en rysk invasion av Ukraina ökat, sade Zelenskyj vid ett säkerhetsforum att västerländska nationer borde överge sin "eftergivna" attityd till Moskva. "Ukraina har beviljats säkerhetsgarantier i utbyte mot att ge upp världens tredje största kärnvapenarsenal. Vi har inga skjutvapen. Och det finns ingen säkerhet... Men vi har rätt att uppmana till förändring från eftergiftspolitik till en politik som säkerställer säkerhet och fred", sa han.
Under tidig morgon den 24 februari 2022, och strax före inledningen av Rysslands invasion av Ukraina, sände Zelenskyj ut ett videomeddelande till medborgare i både Ukraina och Ryssland. Han motbevisade den ryska regeringens påståenden om närvaron av nynazister i den ukrainska regeringen och uppgav att han inte hade för avsikt att attackera Donbass-regionen samtidigt som han lyfte fram sina personliga kopplingar till området. I delar av meddelandet pratade han på ryska till folket i Ryssland och vädjade till dem att uppmana sin statsledning att undvika krig:
| ” | "Vem kommer att drabbas mest av detta? Människor. Vem vill inte detta mer än någon annan? Människor. Vem kan förhindra detta? Människor. "Är dessa människor närvarande bland er? Jag är säker på att de finns. Offentliga personer, journalister, musiker, skådespelare, idrottare, vetenskapsmän, läkare, bloggare, ståuppkomiker, Tik-Tokers och många fler. Vanliga människor. Vanliga, normala människor. Män, kvinnor, äldre, barn, pappor och viktigast av allt, mammor. Precis som människor i Ukraina. Precis som myndigheterna i Ukraina, oavsett hur mycket de försöker övertyga dig om något annat. "Jag vet att de inte kommer att visa min vädjan på rysk tv. Men medborgarna i Ryssland måste se den. De måste känna till sanningen. Och sanningen är att detta måste upphöra, innan det är för sent. Och om det ryska ledarskapet inte vill sätta sig till bords med oss för fredens skull, då kanske de sätter sig vid bordet med dig. "Vill ryssarna ha krig? Jag skulle väldigt gärna vilja svara på den här frågan. Men svaret beror bara på er, medborgare i Ryska federationen." | ” |

Talet beskrevs som "emotionellt" och "häpnadsväckande".

#### Rysslands invasion av Ukraina 2022

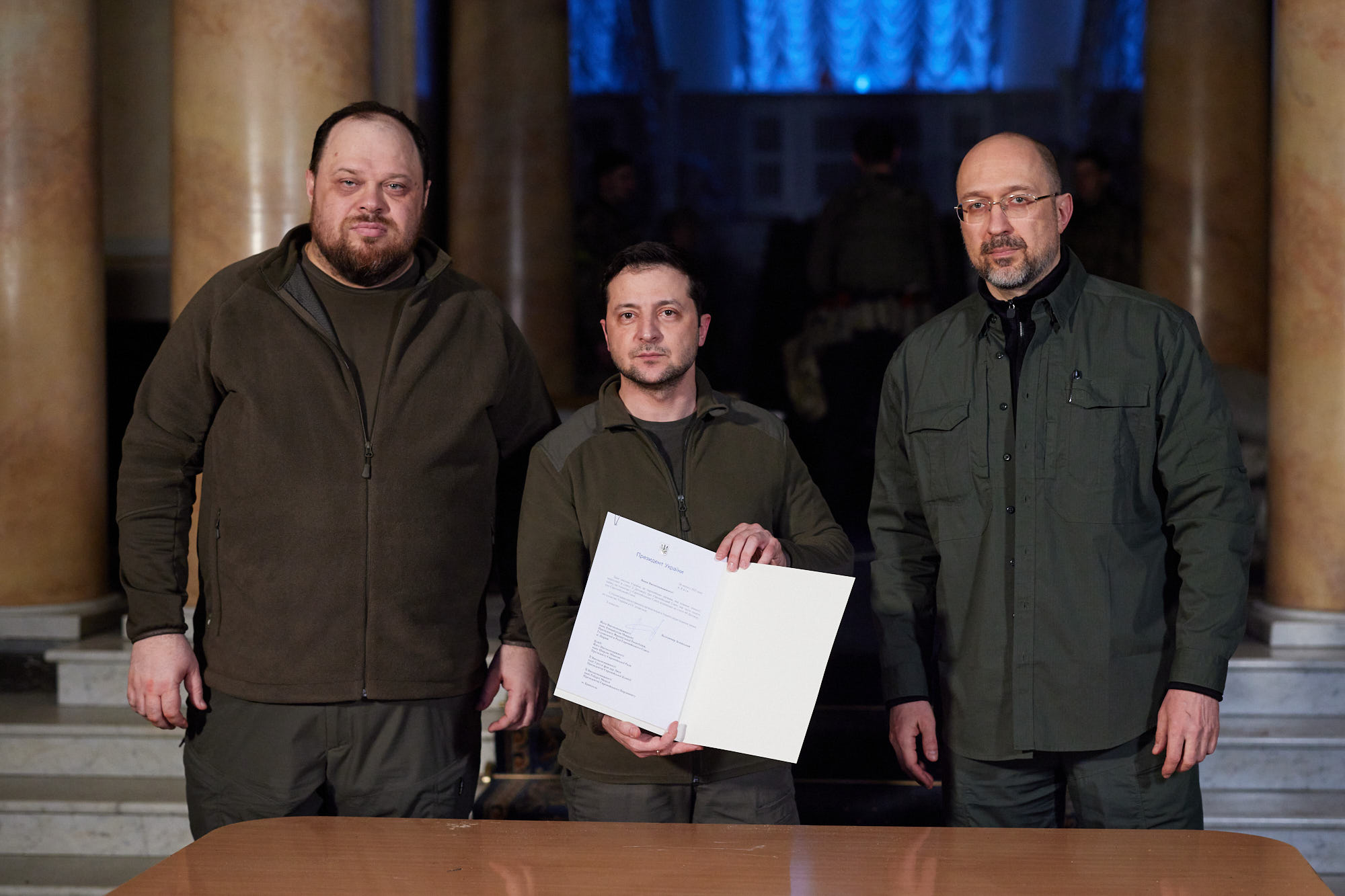
Ukrainas parlaments (Verchovna Rada) ordförande Ruslan Stefanchuk, Ukrainas president Volodymyr Zelenskyj och Ukrainas premiärminister Denys Sjmyhal efter att skrivit under ansökan om medlemskap i den Europeiska unionen under pågående krig den 28 februari 2022.

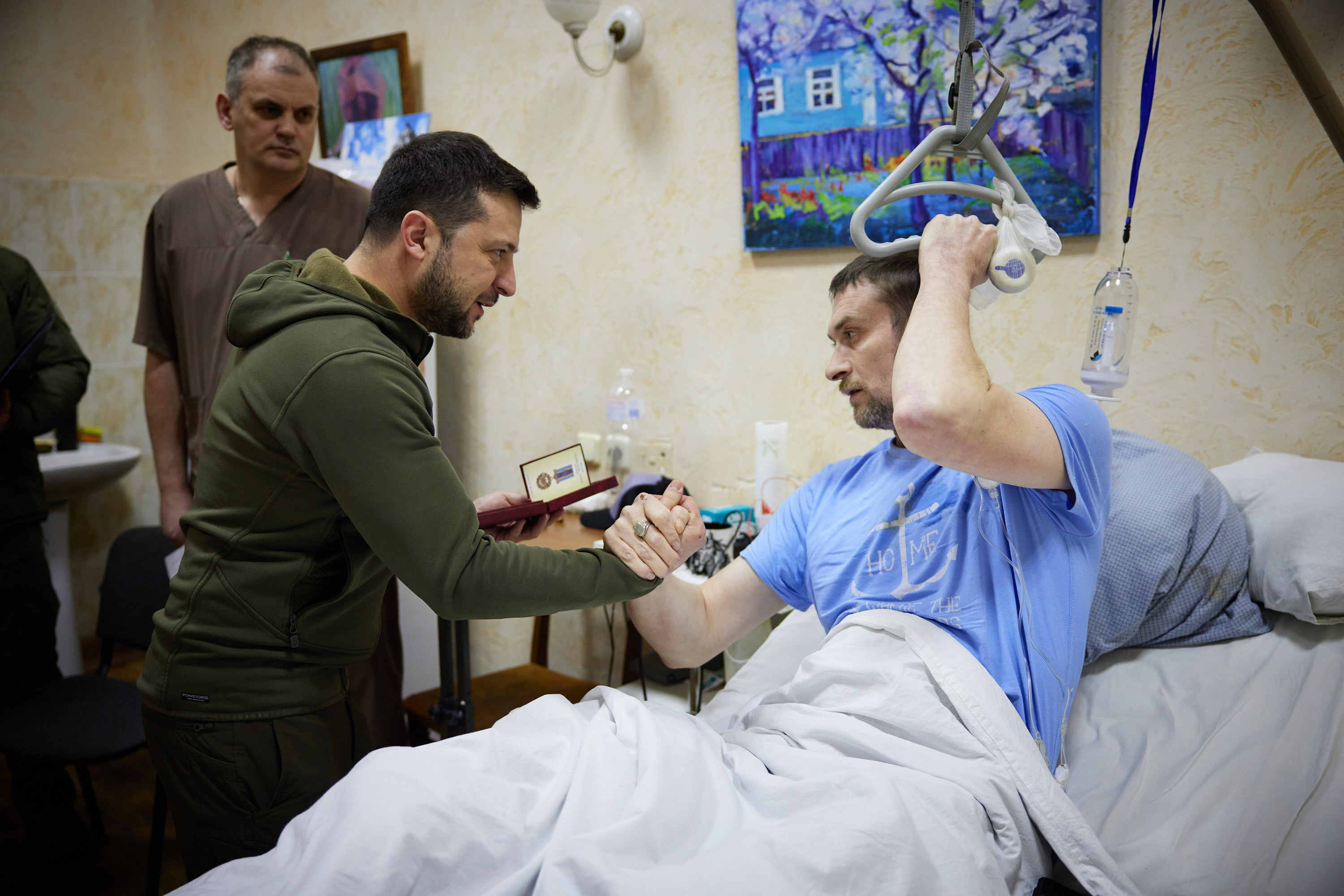
Volodymyr Zelenskyj besöker ett militärsjukhus för soldater som stridit i Kyivregionen, 13 mars 2022.

På morgonen den 24 februari 2022 meddelande Rysslands president Vladimir Putin att Ryssland skulle inleda en "särskilld militär operation" i Donbass-regionen. Efter att ryska missiler träffat ett antal militära mål i Ukraina meddelande Zelenskyj att han infört krigslagar i Ukraina. Zelenskyj meddelade också att  de diplomatiska förbindelserna med Ryssland brutits med omedelbar verkan. Senare samma dag beordrade Zelenskyj en allmän militär mobilisering
Den 25 februari 2022 sa Zelenskyj, trots Rysslands påståenden om att de endast attackerat militära anläggningar, att civila byggnader också hade attackerats. Tidigt på morgonen samma dag sa Zelenskyj att landets underrättelsetjänst identifierat honom som Rysslands främsta måltavla, men att han fortsatt vistas i Kiev och att hans familj kommer att stanna kvar i landet. "De vill förstöra Ukraina politiskt genom att förstöra statschefen", sa han.
Tidigt på morgonen den 26 februari 2022, och under det mest betydande anfallet från ryska trupper på landets huvudstad Kiev, uppmanade USA:s regering och den turkiske presidenten Recep Tayyip Erdoğan Zelenskyj att evakuera till en säkrare plats, och båda erbjöd hjälp för en sådan insats. Zelenskyj tackade nej till båda erbjudandena och valde att stanna kvar i Kiev med sina försvarsstyrkor och sa att "kampen är här [i Kiev]; jag behöver ammunition, inte skjuts".
Över 90 procent av Ukrainas befolkning stöttade Zelenskyjs handlingar under inledningen av kriget, inkluderat över 90 procent av befolkning i västra och centrala Ukraina och över 80 procent av befolkningen i de ryskspråkiga regionerna i östra och södra Ukraina. En undersökning från Pew visade att 72 procent av amerikanerna hade stort förtroende för Zelenskyj hantering av internationella affärer.
Zelenskyj har mottagit ett stort internationellt erkännande som Ukrainas ledare under krigstid och historikern Andrew Roberts har jämfört honom med Winston Churchill. Harvard Political Review sa att Zelenskyj "har utnyttjat kraften i sociala medier för att bli historiens första verkliga ledare "online" i krigstid, och att han kunnat kringgå traditionella hinder när han använt internet för att nå ut till folket." Han har beskrivits som en nationell hjälte eller en "global hjälte" av många kommentatorer, inklusive publikationer som t.ex. The Hill, Deutsche Welle, Der Spiegel and USA Today. BBC News och The Guardian har rapporterat att hans hantering av invasionen har fått beröm även från tidigare kritiker.
Under invasionen har Zelenskyj var föremål för fler än ett dussin mordförsök; tre förhindrades på grund av tips från ryska FSB-anställda som motsatt sig invasionen. Två av försöken utfördes av Wagnergruppen, en rysk paramilitär styrka, och ett tredje försök utfördes av Kadyrovites, som är den personliga skyddsstyrkan för Tjetjeniens ledare Ramzan Kadyrov.
Under ett tal där Zelenskyj talade om ukrainska civila medborgare som dödats av ryska styrkor sa han:
| ” | "Vi kommer inte att förlåta. Vi kommer inte att glömma. Vi kommer att straffa alla som begick grymheter i det här kriget... Vi kommer att hitta varje avskum som beskjutit våra städer, vårt folk, de som sköt missilerna, och de som gav order om det. Ni kommer inte att ha en enda lugn plats på denna jord - förutom i en grav." | ” |

Den 7 mars 2022 beslutade Tjeckiens president Miloš Zeman att tilldela Zelenskyj Tjeckiens högsta utmärkelse, Vita lejonets orden, för "hans tapperhet och mod under Rysslands invasion".

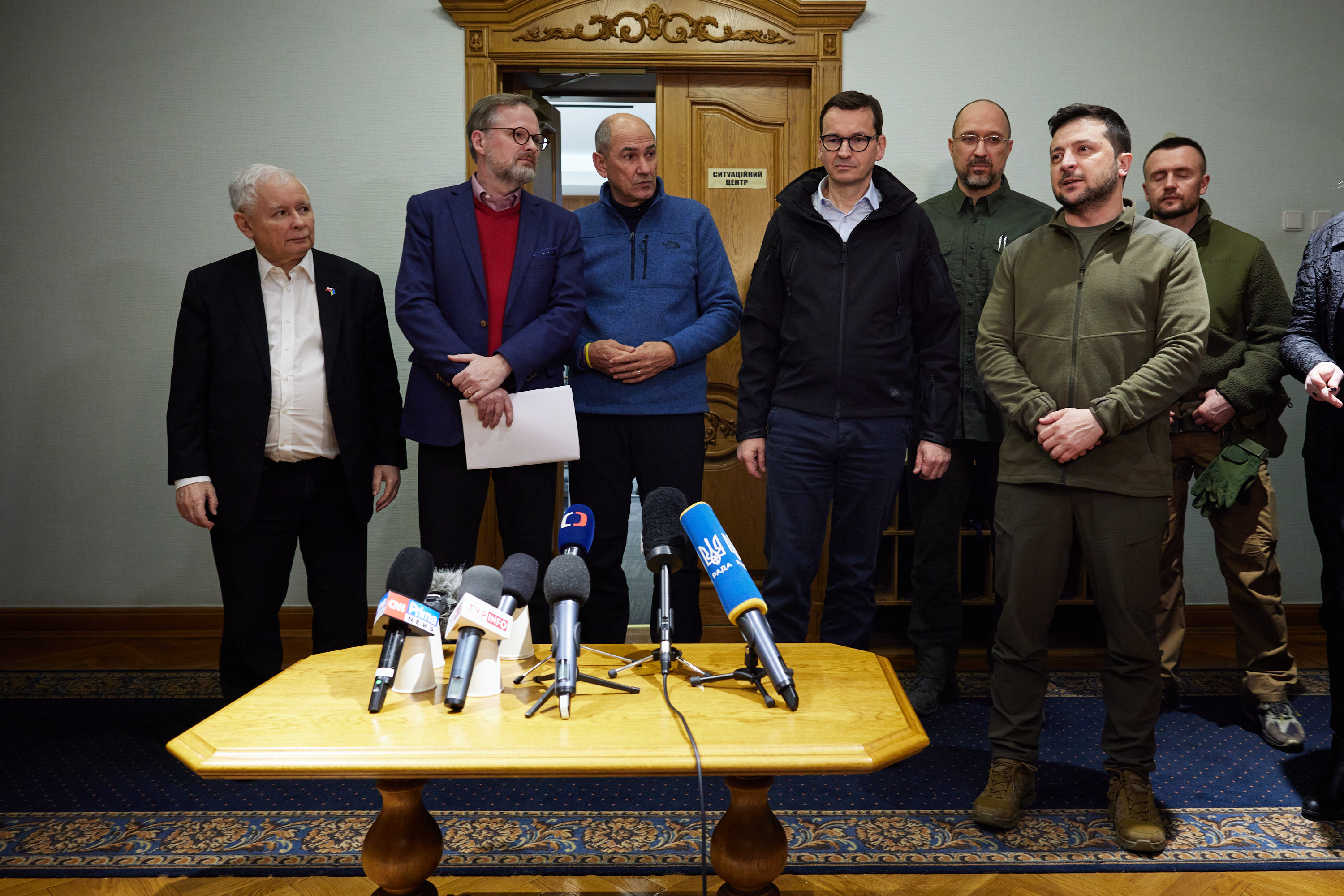
Zelenskyj tillsammans med Polens premiärminister Morawiecki, Tjeckiens premiärminister Fiala och Sloveniens premiärminister Janša, Kiev, 15 mars 2022.

Zelenskyj har återkommande uppmanat till direkta samtal med Rysslands president Vladimir Putin, bland annat har han sagt: "Gode Herre, vad vill du? Lämna vårt land. Om du inte vill lämna nu, sätt dig åtminstone ner med mig vid förhandlingsbordet. Men inte från 30 meter bort, som med Emmanuel Macron och Olaf Scholz. Jag bits inte." Zelenskyj har sagt att han är "99,9 procent säker" på att Vladimir Putin trodde att ukrainarna skulle välkomna de invaderande styrkorna med "blommor och leenden".
Den 7 mars 2022, som villkor för att Ryssland skulle avsluta invasionen i Ukraina, krävde Kreml att Ukraina skulle uttala att man kommer vara ett militärt neutralt i framtiden, erkänna Krimhalvön som ryskt territorium samt erkänna separatistregionerna Donetsk och Luhansk som självständiga stater. Den 8 mars 2022 uttryckte Zelenskyj att han var villig att samtala med Putin om de ryska kraven. Zelenskyj sa bland annat att han var redo för dialog, men "inte för kapitulation". Han föreslog ett nytt kollektivt säkerhetsavtal mellan Ukraina och USA, Turkiet, Frankrike, Tyskland som ett alternativ till att landet går med i NATO.Zelenskyjs parti Folkets tjänare sa samtidigt att Ukraina inte skulle komma att upp sina anspråk på Krim, Donetsk och Luhansk. Zelenskyj sa dock att Ukraina kunde överväga att ge det ryska språket skyddad minoritetsstatus i landet.

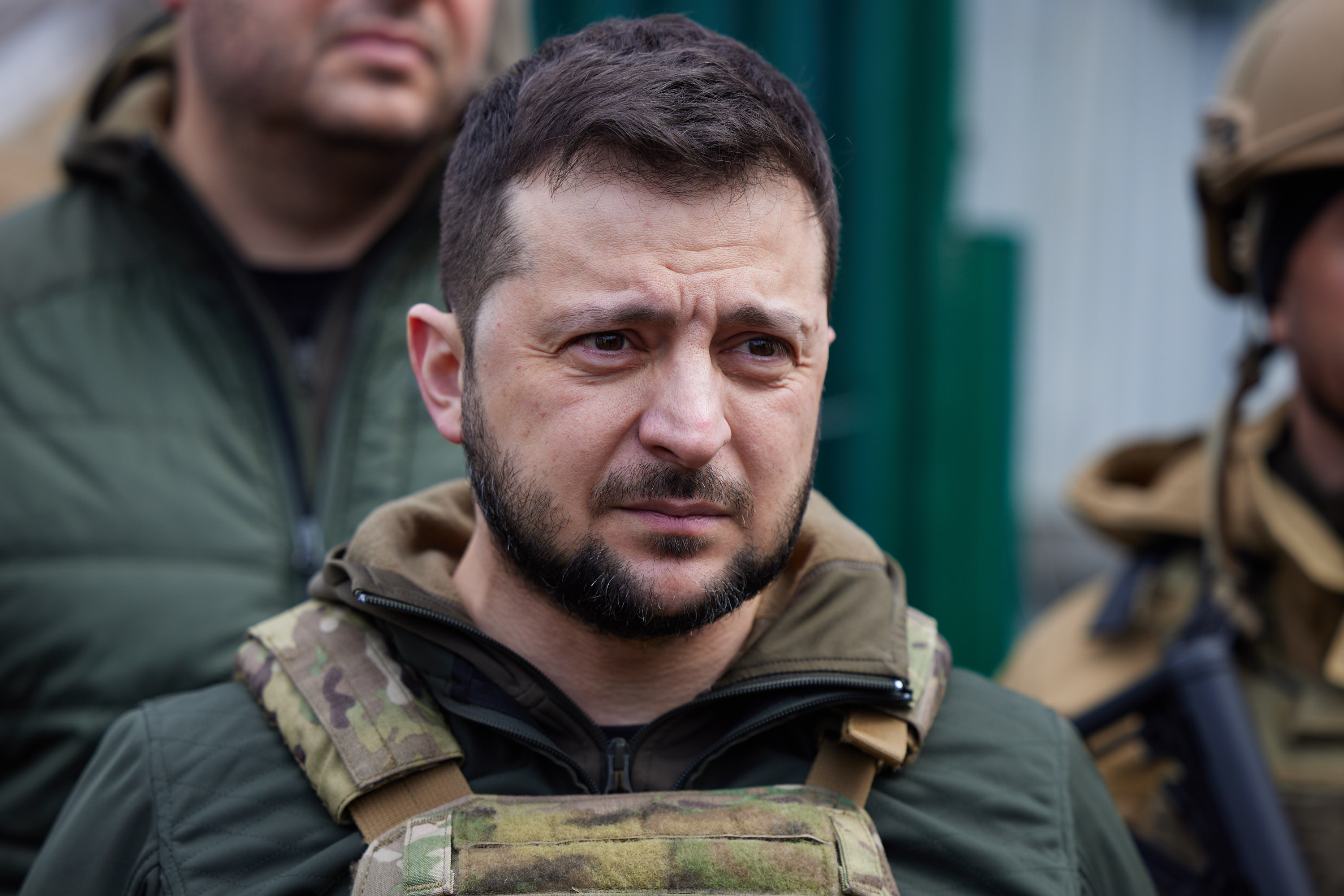
Zelenskyj i Kievregionen efter att regionen befriats från ockupationen, 4 april 2022.

Den 15 mars 2022 besökte Polens premiärminister Mateusz Morawiecki, tillsammans med Tjeckiens premiärminister Petr Fiala och Sloveniens premiärminister Janez Janša, Kiev för att träffa Zelenskyj och som en uppvisning av deras stöd för Ukraina.
Den 16 mars 2022 dök ett, fejkat, videoklipp av Zelenskyj upp på internet som uppmanade ukrainska medborgare att kapitulera till Ryssland. Den fejkade video ansågs till stor del ha misslyckats med sitt avsedda mål. Videon anses vara den första användningen av "deepfake"-teknik i en global desinformationsattack.
Zelenskyj har ansträngt sig för att samla regeringarna i västerländska nationer i ett försök att isolera Ryssland. Han har genomfört ett flertal tal till EU:s lagstiftande församling, och till de lagstiftande församlingarna i Storbritannien, Polen, Australien, Kanada, USA, Tyskland, Israel, Italien, Japan Nederländerna, Rumänien och de nordiska länderna.
I mars 2022 meddelade Zelenskyj att 11 politiska partier i Ukraina med kopplingar till Ryssland förbjudits: Ukrainas socialistiska parti, Derzhava, Vänsteroppositionen, Nashi, Oppositionsblocket, Oppositionsplattformen – För Livet, Shariy, Ukrainas progressiva socialistpartiet, Vänsterunionen, och Volodymyr Saldos block. Ukrainas kommunistiska parti, som också är ett proryskt parti, hade redan förbjudits år 2015 på grund av deras stöd till separatisterna i Donbass-regionen.
I maj 2022 sa Zelenskyj att ukrainska män i ålder för värnplikt hade en skyldighet att stanna i Ukraina och att över 100 ukrainska soldater dödades varje dag i våldsamheterna i landets östra regioner. Han gjorde uttalande efter att han tillfrågades om ett folkinitiativ som krävt att han skulle häva förbudet för ukrainska män att lämna Ukraina. Samtidigt som Zelenskyj hade beordrat en allmän militär mobilisering i februari 2022 hade han också förbjudit män i åldrarna 18 till 60 år att lämna Ukraina.
Zelenskyj avfärdade förslag från den tidigare amerikanske diplomaten Henry Kissinger att Ukraina skulle överlämna regionerna Krim och Donbass till Ryssland i utbyte mot fred. Den 25 maj 2022 sa han att Ukraina inte skulle gå med på fred förrän Ryssland gått med på att återlämna Krim och Donbass-regionen till Ukraina. Han sa dock senare att han inte trodde att all mark som erövrats av Ryssland sedan 2014, inklusive Krim, kunde återerövras med våld, och sa att "om vi bestämmer oss för att gå den vägen kommer vi att förlora hundratusentals människor."
Den 25 maj 2022 sa Zelenskyj att han var nöjd med Kinas val att hålla sig borta från konflikten och tillade att "Kina har valt att hålla sig borta. För närvarande är Ukraina nöjda med denna policy. Det är bättre än att hjälpa Ryska federationen i alla fall. Och jag vill tro att Kina inte kommer att föra en annan politik. Vi är nöjda med detta "status quo", om jag ska vara ärlig."
Den 30 maj 2022 kritiserade Zelenskyj EU:s ledare för att vara för mjuka mot Ryssland och frågade "Varför kan Ryssland fortfarande tjäna nästan en miljard euro om dagen på att sälja energi till EU?" En studie publicerad av Centrum för Forskning om Energi och Ren luft (CREA) beräknade att EU betalat Ryssland cirka 56 miljarder euro för leveranser av fossila bränslen under de tre första månaderna efter starten av Rysslands invasion.

## Kritik
Ekonomen Tymofij Mylovanov har kritiserat aspekter av Zelenskyjs jordreform. De förmögna kunde kringgå den lagliga bestämmelsen, enligt vilken till en början endast ukrainska privatpersoner får köpa upp till 100 hektar mark. De skulle också förvärva mark indirekt, där flera av deras företrädare agerade som till synes oberoende köpare och förvärvade mark. Katja Dells och Christoph Konrad Gilgen anser att det är osannolikt att den ukrainska staten effektivt kommer att kunna övervaka om de övre gränserna för markägande respekteras. Detta är svårt när investerare har andelar i flera företag och därför indirekt är ägare till marken.
Före sin valseger i april 2019 och under sin mandatperiod avslöjade Zelenskyi sin förmögenhet och inkomst. Efter att Pandora Papers i oktober 2021 hade visat att Zelenskyj hade ägt offshorebolag, tvivlade man på om Zelenskyjs information var fullständig. I april 2022 uppskattade tidningen Forbes Zelenskyjs förmögenhet till flera miljoner amerikanska dollar.
Zelenskyjs jämförelse av den förödande förstörelsen av kriget i Ukraina med Den slutliga lösningen och Förintelsen i sitt tal den 20 mars 2022 var upprörande, enligt Israels kommunikationsminister Yoaz Hendel. Den tidigare ministern Yuval Steinitz klassade denna jämförelse som "gränsande till förnekelse av Förintelsen".

## Utmärkelser
Den 27 mars 2022 tilldelades Zelenskyj Slovakien högsta utmärkelse, Alexander Dubčeks statsutmärkelse. Eduard Heger, Slovakiens premiärminister, jämförde Rysslands invasion av Ukraina 2022 med Sovjets invasion av Tjeckoslovakien år 1968. Zelenskyj har av The Times of Israel kallats den "judiske försvararen av den ukrainska demokratin". Gal Beckerman vid The Atlantic beskrev Zelenskyj som att ha "[givit] världen en judisk hjälte". För sitt ledarskap under Rysslands invasion av Ukrainina och för sin förmåga att utsåg Time Zelenskyj till 2022 års Person of the Year. Han fick dela utmärkelsen med den ukrainska andan (engelska: "The spirit of Ukraine").
År 2003 mottog Zelenskyj Ukrainska regeringens hedersdiplom. Sedan kriget började i Ukraina år 2022 har Zelenskyj beviljats flera olika utländska priser och utmärkselser: Jan Karskispriset (2022), Alexander Dubček statsutmärkelse (2022), Sir Winston Churchill Leadership Award (2022), John F. Kennedy Profile in Courage Award (2022) och Person of the Year (2022).
Ytterligare har Zelenskyj nämnts till följande utländska ordnar och medaljer:
- kedja av Finlands Vita Ros' orden (Finland, 2025)[251]
- storkors av Hederslegionen (Frankrike, 2023)[252]
- storkors av Viestardsorden (Lettland, 2022)[253]
- specialklass av Vytautasorden (Litauen, 2022)[254]
- riddar av Vita örnens orden (Polen, 2023)[255]
- 1. klass av Vita lejonets orden (Tjeckien, 2022)[256]
- kedja av Portugals frihetsorden (Portugal, 2023)[257]
- 1. klass av Vita dubbelkorsets orden (Slovakien, 2024)[258]
- Tallinns stadsvapens medalj (Estland, 2022)[259]
- Ronald Reagans Frihetspris (USA, 2022)[260]
- Philadelphia Liberty-medaljen (USA, 2022)[261]

## Filmatiseringar (urval)

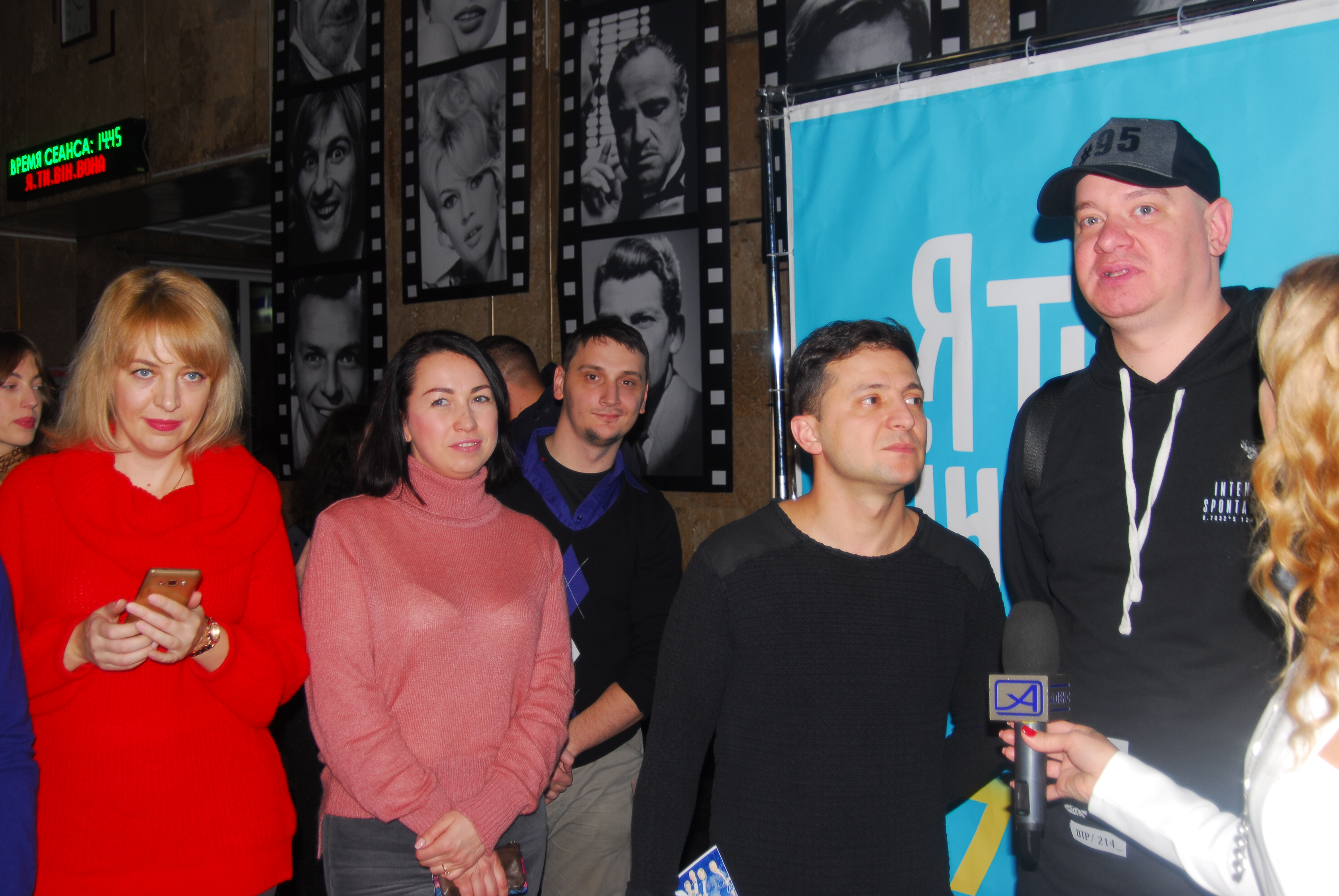
Filmpremiär för I, You, He, She.

### Film
| År   | Titel                    | Roll                             |
| ---- | ------------------------ | -------------------------------- |
| 2009 | Love in the Big City     | Igor                             |
| 2010 | Love in the Big City 2   | Igor                             |
| 2011 | Office Romance. Our Time | Anatolyj Jefremovitj Novoseltsev |
| 2012 | Rzhevsky Versus Napoleon | Napoleon                         |
| 2012 | 8 First Dates            | Nikita Sokolov                   |
| 2014 | Love in Vegas            | Igor Zelenskyj                   |
| 2014 | Paddington               | Björnen Paddington (röst)        |
| 2015 | 8 New Dates              | Nikita Andrejevytj Sokolov       |
| 2016 | Folkets tjänare 2        | Vasyl Petrovytj Holoborodko      |
| 2017 | Paddington 2             | Björnen Paddington (röst)        |
| 2018 | I, You, He, She          | Maksym Tkatjenko                 |

### Tv-serier och shower
| År        | Titel                          | Roll                        | Notering            |
| --------- | ------------------------------ | --------------------------- | ------------------- |
| 2006      | Tantsi z zirkamy               |                             | som tävlande        |
| 2008–2012 | Svaty ("Svärföräldrar")        |                             | som producent       |
| 2015–2019 | Folkets tjänare                | Vasyl Petrovytj Holoborodko |                     |
| 2022      | 64:e upplagan av Grammy Awards | Som sig själv               | Särskilt meddelande |